# Дячука комбінація
Комбінація Дячука — ідея в шаховій композиції ортодоксального жанру. Суть ідеї — синтез теми Єрохіна і теми ле Гранд у трьох фазах на один і той же захист чорних.

## Історія
У 2017 році український шаховий композитор, міжнародний гросмейстер ФІДЕ, заслужений майстер спорту України Василь Васильович Дячук (25.03.1972) вперше поєднав тему Єрохіна і тему ле Гранд.
Для вираження в задачі цього задуму необхідний трифазний механізм, в якому повинно бути два хибних сліди і рішення, при незмінному у всіх фазах одному і тому ж захисті чорних. Перша фаза — хибний слід, в якому є тематична загроза і на тематичний захист виникає тематичний мат. Друга фаза — хибний слід, в якому повторюється загроза першої фази і на той же самий захист чорних виникає новий мат. Третя фаза — рішення. Вступний хід білих цієї фази був у першій фазі матом на тематичний захист чорних, загроза цієї фази у другій фазі була матом на тематичний захист чорних, і нарешті на тематичний захист чорних проходить мат, що був загрозою у попередніх фазах. В результаті є проходження теми Єрохіна у першій і третій фазах, а в другій і третій фазах — теми ле Гранд.
Синтез теми Єрохіна і теми ле Гранд дістав назву — комбінація Дячука. Цю назву запропонував російський шаховий композитор Анатолій Слесаренко в своїй статті в журналі «Шахматная композиция» на початку 2017 року. 
Алгоритм вираження теми:
1.  ? ~ 2. A #, 1. ... a 2. B #, 1. ... !
1.  ? ~ 2. A #, 1. ... a 2. C #, 1. ... !
1. B! ~ 2. C #, 1. ... a 2. A #
|   | a | b | c | d | e | f | g | h |   |
| 8 | d7 чорний пішак · e7 біла тура · a6 чорний кінь · e6 чорний кінь · b5 білий кінь · d5 чорний пішак · e5 чорний король · f5 білий пішак · g5 білий пішак · d4 чорний пішак · e4 чорна тура · f4 чорний пішак · h4 білий кінь · a3 білий король · c3 білий ферзь · d3 біла тура · d2 білий пішак · e2 чорний пішак · g2 білий пішак · h2 білий слон · b1 білий слон · f1 чорна тура · h1 чорний ферзь | d7 чорний пішак · e7 біла тура · a6 чорний кінь · e6 чорний кінь · b5 білий кінь · d5 чорний пішак · e5 чорний король · f5 білий пішак · g5 білий пішак · d4 чорний пішак · e4 чорна тура · f4 чорний пішак · h4 білий кінь · a3 білий король · c3 білий ферзь · d3 біла тура · d2 білий пішак · e2 чорний пішак · g2 білий пішак · h2 білий слон · b1 білий слон · f1 чорна тура · h1 чорний ферзь | d7 чорний пішак · e7 біла тура · a6 чорний кінь · e6 чорний кінь · b5 білий кінь · d5 чорний пішак · e5 чорний король · f5 білий пішак · g5 білий пішак · d4 чорний пішак · e4 чорна тура · f4 чорний пішак · h4 білий кінь · a3 білий король · c3 білий ферзь · d3 біла тура · d2 білий пішак · e2 чорний пішак · g2 білий пішак · h2 білий слон · b1 білий слон · f1 чорна тура · h1 чорний ферзь | d7 чорний пішак · e7 біла тура · a6 чорний кінь · e6 чорний кінь · b5 білий кінь · d5 чорний пішак · e5 чорний король · f5 білий пішак · g5 білий пішак · d4 чорний пішак · e4 чорна тура · f4 чорний пішак · h4 білий кінь · a3 білий король · c3 білий ферзь · d3 біла тура · d2 білий пішак · e2 чорний пішак · g2 білий пішак · h2 білий слон · b1 білий слон · f1 чорна тура · h1 чорний ферзь | d7 чорний пішак · e7 біла тура · a6 чорний кінь · e6 чорний кінь · b5 білий кінь · d5 чорний пішак · e5 чорний король · f5 білий пішак · g5 білий пішак · d4 чорний пішак · e4 чорна тура · f4 чорний пішак · h4 білий кінь · a3 білий король · c3 білий ферзь · d3 біла тура · d2 білий пішак · e2 чорний пішак · g2 білий пішак · h2 білий слон · b1 білий слон · f1 чорна тура · h1 чорний ферзь | d7 чорний пішак · e7 біла тура · a6 чорний кінь · e6 чорний кінь · b5 білий кінь · d5 чорний пішак · e5 чорний король · f5 білий пішак · g5 білий пішак · d4 чорний пішак · e4 чорна тура · f4 чорний пішак · h4 білий кінь · a3 білий король · c3 білий ферзь · d3 біла тура · d2 білий пішак · e2 чорний пішак · g2 білий пішак · h2 білий слон · b1 білий слон · f1 чорна тура · h1 чорний ферзь | d7 чорний пішак · e7 біла тура · a6 чорний кінь · e6 чорний кінь · b5 білий кінь · d5 чорний пішак · e5 чорний король · f5 білий пішак · g5 білий пішак · d4 чорний пішак · e4 чорна тура · f4 чорний пішак · h4 білий кінь · a3 білий король · c3 білий ферзь · d3 біла тура · d2 білий пішак · e2 чорний пішак · g2 білий пішак · h2 білий слон · b1 білий слон · f1 чорна тура · h1 чорний ферзь | d7 чорний пішак · e7 біла тура · a6 чорний кінь · e6 чорний кінь · b5 білий кінь · d5 чорний пішак · e5 чорний король · f5 білий пішак · g5 білий пішак · d4 чорний пішак · e4 чорна тура · f4 чорний пішак · h4 білий кінь · a3 білий король · c3 білий ферзь · d3 біла тура · d2 білий пішак · e2 чорний пішак · g2 білий пішак · h2 білий слон · b1 білий слон · f1 чорна тура · h1 чорний ферзь | 8 |
| 7 | d7 чорний пішак · e7 біла тура · a6 чорний кінь · e6 чорний кінь · b5 білий кінь · d5 чорний пішак · e5 чорний король · f5 білий пішак · g5 білий пішак · d4 чорний пішак · e4 чорна тура · f4 чорний пішак · h4 білий кінь · a3 білий король · c3 білий ферзь · d3 біла тура · d2 білий пішак · e2 чорний пішак · g2 білий пішак · h2 білий слон · b1 білий слон · f1 чорна тура · h1 чорний ферзь | d7 чорний пішак · e7 біла тура · a6 чорний кінь · e6 чорний кінь · b5 білий кінь · d5 чорний пішак · e5 чорний король · f5 білий пішак · g5 білий пішак · d4 чорний пішак · e4 чорна тура · f4 чорний пішак · h4 білий кінь · a3 білий король · c3 білий ферзь · d3 біла тура · d2 білий пішак · e2 чорний пішак · g2 білий пішак · h2 білий слон · b1 білий слон · f1 чорна тура · h1 чорний ферзь | d7 чорний пішак · e7 біла тура · a6 чорний кінь · e6 чорний кінь · b5 білий кінь · d5 чорний пішак · e5 чорний король · f5 білий пішак · g5 білий пішак · d4 чорний пішак · e4 чорна тура · f4 чорний пішак · h4 білий кінь · a3 білий король · c3 білий ферзь · d3 біла тура · d2 білий пішак · e2 чорний пішак · g2 білий пішак · h2 білий слон · b1 білий слон · f1 чорна тура · h1 чорний ферзь | d7 чорний пішак · e7 біла тура · a6 чорний кінь · e6 чорний кінь · b5 білий кінь · d5 чорний пішак · e5 чорний король · f5 білий пішак · g5 білий пішак · d4 чорний пішак · e4 чорна тура · f4 чорний пішак · h4 білий кінь · a3 білий король · c3 білий ферзь · d3 біла тура · d2 білий пішак · e2 чорний пішак · g2 білий пішак · h2 білий слон · b1 білий слон · f1 чорна тура · h1 чорний ферзь | d7 чорний пішак · e7 біла тура · a6 чорний кінь · e6 чорний кінь · b5 білий кінь · d5 чорний пішак · e5 чорний король · f5 білий пішак · g5 білий пішак · d4 чорний пішак · e4 чорна тура · f4 чорний пішак · h4 білий кінь · a3 білий король · c3 білий ферзь · d3 біла тура · d2 білий пішак · e2 чорний пішак · g2 білий пішак · h2 білий слон · b1 білий слон · f1 чорна тура · h1 чорний ферзь | d7 чорний пішак · e7 біла тура · a6 чорний кінь · e6 чорний кінь · b5 білий кінь · d5 чорний пішак · e5 чорний король · f5 білий пішак · g5 білий пішак · d4 чорний пішак · e4 чорна тура · f4 чорний пішак · h4 білий кінь · a3 білий король · c3 білий ферзь · d3 біла тура · d2 білий пішак · e2 чорний пішак · g2 білий пішак · h2 білий слон · b1 білий слон · f1 чорна тура · h1 чорний ферзь | d7 чорний пішак · e7 біла тура · a6 чорний кінь · e6 чорний кінь · b5 білий кінь · d5 чорний пішак · e5 чорний король · f5 білий пішак · g5 білий пішак · d4 чорний пішак · e4 чорна тура · f4 чорний пішак · h4 білий кінь · a3 білий король · c3 білий ферзь · d3 біла тура · d2 білий пішак · e2 чорний пішак · g2 білий пішак · h2 білий слон · b1 білий слон · f1 чорна тура · h1 чорний ферзь | d7 чорний пішак · e7 біла тура · a6 чорний кінь · e6 чорний кінь · b5 білий кінь · d5 чорний пішак · e5 чорний король · f5 білий пішак · g5 білий пішак · d4 чорний пішак · e4 чорна тура · f4 чорний пішак · h4 білий кінь · a3 білий король · c3 білий ферзь · d3 біла тура · d2 білий пішак · e2 чорний пішак · g2 білий пішак · h2 білий слон · b1 білий слон · f1 чорна тура · h1 чорний ферзь | 7 |
| 6 | d7 чорний пішак · e7 біла тура · a6 чорний кінь · e6 чорний кінь · b5 білий кінь · d5 чорний пішак · e5 чорний король · f5 білий пішак · g5 білий пішак · d4 чорний пішак · e4 чорна тура · f4 чорний пішак · h4 білий кінь · a3 білий король · c3 білий ферзь · d3 біла тура · d2 білий пішак · e2 чорний пішак · g2 білий пішак · h2 білий слон · b1 білий слон · f1 чорна тура · h1 чорний ферзь | d7 чорний пішак · e7 біла тура · a6 чорний кінь · e6 чорний кінь · b5 білий кінь · d5 чорний пішак · e5 чорний король · f5 білий пішак · g5 білий пішак · d4 чорний пішак · e4 чорна тура · f4 чорний пішак · h4 білий кінь · a3 білий король · c3 білий ферзь · d3 біла тура · d2 білий пішак · e2 чорний пішак · g2 білий пішак · h2 білий слон · b1 білий слон · f1 чорна тура · h1 чорний ферзь | d7 чорний пішак · e7 біла тура · a6 чорний кінь · e6 чорний кінь · b5 білий кінь · d5 чорний пішак · e5 чорний король · f5 білий пішак · g5 білий пішак · d4 чорний пішак · e4 чорна тура · f4 чорний пішак · h4 білий кінь · a3 білий король · c3 білий ферзь · d3 біла тура · d2 білий пішак · e2 чорний пішак · g2 білий пішак · h2 білий слон · b1 білий слон · f1 чорна тура · h1 чорний ферзь | d7 чорний пішак · e7 біла тура · a6 чорний кінь · e6 чорний кінь · b5 білий кінь · d5 чорний пішак · e5 чорний король · f5 білий пішак · g5 білий пішак · d4 чорний пішак · e4 чорна тура · f4 чорний пішак · h4 білий кінь · a3 білий король · c3 білий ферзь · d3 біла тура · d2 білий пішак · e2 чорний пішак · g2 білий пішак · h2 білий слон · b1 білий слон · f1 чорна тура · h1 чорний ферзь | d7 чорний пішак · e7 біла тура · a6 чорний кінь · e6 чорний кінь · b5 білий кінь · d5 чорний пішак · e5 чорний король · f5 білий пішак · g5 білий пішак · d4 чорний пішак · e4 чорна тура · f4 чорний пішак · h4 білий кінь · a3 білий король · c3 білий ферзь · d3 біла тура · d2 білий пішак · e2 чорний пішак · g2 білий пішак · h2 білий слон · b1 білий слон · f1 чорна тура · h1 чорний ферзь | d7 чорний пішак · e7 біла тура · a6 чорний кінь · e6 чорний кінь · b5 білий кінь · d5 чорний пішак · e5 чорний король · f5 білий пішак · g5 білий пішак · d4 чорний пішак · e4 чорна тура · f4 чорний пішак · h4 білий кінь · a3 білий король · c3 білий ферзь · d3 біла тура · d2 білий пішак · e2 чорний пішак · g2 білий пішак · h2 білий слон · b1 білий слон · f1 чорна тура · h1 чорний ферзь | d7 чорний пішак · e7 біла тура · a6 чорний кінь · e6 чорний кінь · b5 білий кінь · d5 чорний пішак · e5 чорний король · f5 білий пішак · g5 білий пішак · d4 чорний пішак · e4 чорна тура · f4 чорний пішак · h4 білий кінь · a3 білий король · c3 білий ферзь · d3 біла тура · d2 білий пішак · e2 чорний пішак · g2 білий пішак · h2 білий слон · b1 білий слон · f1 чорна тура · h1 чорний ферзь | d7 чорний пішак · e7 біла тура · a6 чорний кінь · e6 чорний кінь · b5 білий кінь · d5 чорний пішак · e5 чорний король · f5 білий пішак · g5 білий пішак · d4 чорний пішак · e4 чорна тура · f4 чорний пішак · h4 білий кінь · a3 білий король · c3 білий ферзь · d3 біла тура · d2 білий пішак · e2 чорний пішак · g2 білий пішак · h2 білий слон · b1 білий слон · f1 чорна тура · h1 чорний ферзь | 6 |
| 5 | d7 чорний пішак · e7 біла тура · a6 чорний кінь · e6 чорний кінь · b5 білий кінь · d5 чорний пішак · e5 чорний король · f5 білий пішак · g5 білий пішак · d4 чорний пішак · e4 чорна тура · f4 чорний пішак · h4 білий кінь · a3 білий король · c3 білий ферзь · d3 біла тура · d2 білий пішак · e2 чорний пішак · g2 білий пішак · h2 білий слон · b1 білий слон · f1 чорна тура · h1 чорний ферзь | d7 чорний пішак · e7 біла тура · a6 чорний кінь · e6 чорний кінь · b5 білий кінь · d5 чорний пішак · e5 чорний король · f5 білий пішак · g5 білий пішак · d4 чорний пішак · e4 чорна тура · f4 чорний пішак · h4 білий кінь · a3 білий король · c3 білий ферзь · d3 біла тура · d2 білий пішак · e2 чорний пішак · g2 білий пішак · h2 білий слон · b1 білий слон · f1 чорна тура · h1 чорний ферзь | d7 чорний пішак · e7 біла тура · a6 чорний кінь · e6 чорний кінь · b5 білий кінь · d5 чорний пішак · e5 чорний король · f5 білий пішак · g5 білий пішак · d4 чорний пішак · e4 чорна тура · f4 чорний пішак · h4 білий кінь · a3 білий король · c3 білий ферзь · d3 біла тура · d2 білий пішак · e2 чорний пішак · g2 білий пішак · h2 білий слон · b1 білий слон · f1 чорна тура · h1 чорний ферзь | d7 чорний пішак · e7 біла тура · a6 чорний кінь · e6 чорний кінь · b5 білий кінь · d5 чорний пішак · e5 чорний король · f5 білий пішак · g5 білий пішак · d4 чорний пішак · e4 чорна тура · f4 чорний пішак · h4 білий кінь · a3 білий король · c3 білий ферзь · d3 біла тура · d2 білий пішак · e2 чорний пішак · g2 білий пішак · h2 білий слон · b1 білий слон · f1 чорна тура · h1 чорний ферзь | d7 чорний пішак · e7 біла тура · a6 чорний кінь · e6 чорний кінь · b5 білий кінь · d5 чорний пішак · e5 чорний король · f5 білий пішак · g5 білий пішак · d4 чорний пішак · e4 чорна тура · f4 чорний пішак · h4 білий кінь · a3 білий король · c3 білий ферзь · d3 біла тура · d2 білий пішак · e2 чорний пішак · g2 білий пішак · h2 білий слон · b1 білий слон · f1 чорна тура · h1 чорний ферзь | d7 чорний пішак · e7 біла тура · a6 чорний кінь · e6 чорний кінь · b5 білий кінь · d5 чорний пішак · e5 чорний король · f5 білий пішак · g5 білий пішак · d4 чорний пішак · e4 чорна тура · f4 чорний пішак · h4 білий кінь · a3 білий король · c3 білий ферзь · d3 біла тура · d2 білий пішак · e2 чорний пішак · g2 білий пішак · h2 білий слон · b1 білий слон · f1 чорна тура · h1 чорний ферзь | d7 чорний пішак · e7 біла тура · a6 чорний кінь · e6 чорний кінь · b5 білий кінь · d5 чорний пішак · e5 чорний король · f5 білий пішак · g5 білий пішак · d4 чорний пішак · e4 чорна тура · f4 чорний пішак · h4 білий кінь · a3 білий король · c3 білий ферзь · d3 біла тура · d2 білий пішак · e2 чорний пішак · g2 білий пішак · h2 білий слон · b1 білий слон · f1 чорна тура · h1 чорний ферзь | d7 чорний пішак · e7 біла тура · a6 чорний кінь · e6 чорний кінь · b5 білий кінь · d5 чорний пішак · e5 чорний король · f5 білий пішак · g5 білий пішак · d4 чорний пішак · e4 чорна тура · f4 чорний пішак · h4 білий кінь · a3 білий король · c3 білий ферзь · d3 біла тура · d2 білий пішак · e2 чорний пішак · g2 білий пішак · h2 білий слон · b1 білий слон · f1 чорна тура · h1 чорний ферзь | 5 |
| 4 | d7 чорний пішак · e7 біла тура · a6 чорний кінь · e6 чорний кінь · b5 білий кінь · d5 чорний пішак · e5 чорний король · f5 білий пішак · g5 білий пішак · d4 чорний пішак · e4 чорна тура · f4 чорний пішак · h4 білий кінь · a3 білий король · c3 білий ферзь · d3 біла тура · d2 білий пішак · e2 чорний пішак · g2 білий пішак · h2 білий слон · b1 білий слон · f1 чорна тура · h1 чорний ферзь | d7 чорний пішак · e7 біла тура · a6 чорний кінь · e6 чорний кінь · b5 білий кінь · d5 чорний пішак · e5 чорний король · f5 білий пішак · g5 білий пішак · d4 чорний пішак · e4 чорна тура · f4 чорний пішак · h4 білий кінь · a3 білий король · c3 білий ферзь · d3 біла тура · d2 білий пішак · e2 чорний пішак · g2 білий пішак · h2 білий слон · b1 білий слон · f1 чорна тура · h1 чорний ферзь | d7 чорний пішак · e7 біла тура · a6 чорний кінь · e6 чорний кінь · b5 білий кінь · d5 чорний пішак · e5 чорний король · f5 білий пішак · g5 білий пішак · d4 чорний пішак · e4 чорна тура · f4 чорний пішак · h4 білий кінь · a3 білий король · c3 білий ферзь · d3 біла тура · d2 білий пішак · e2 чорний пішак · g2 білий пішак · h2 білий слон · b1 білий слон · f1 чорна тура · h1 чорний ферзь | d7 чорний пішак · e7 біла тура · a6 чорний кінь · e6 чорний кінь · b5 білий кінь · d5 чорний пішак · e5 чорний король · f5 білий пішак · g5 білий пішак · d4 чорний пішак · e4 чорна тура · f4 чорний пішак · h4 білий кінь · a3 білий король · c3 білий ферзь · d3 біла тура · d2 білий пішак · e2 чорний пішак · g2 білий пішак · h2 білий слон · b1 білий слон · f1 чорна тура · h1 чорний ферзь | d7 чорний пішак · e7 біла тура · a6 чорний кінь · e6 чорний кінь · b5 білий кінь · d5 чорний пішак · e5 чорний король · f5 білий пішак · g5 білий пішак · d4 чорний пішак · e4 чорна тура · f4 чорний пішак · h4 білий кінь · a3 білий король · c3 білий ферзь · d3 біла тура · d2 білий пішак · e2 чорний пішак · g2 білий пішак · h2 білий слон · b1 білий слон · f1 чорна тура · h1 чорний ферзь | d7 чорний пішак · e7 біла тура · a6 чорний кінь · e6 чорний кінь · b5 білий кінь · d5 чорний пішак · e5 чорний король · f5 білий пішак · g5 білий пішак · d4 чорний пішак · e4 чорна тура · f4 чорний пішак · h4 білий кінь · a3 білий король · c3 білий ферзь · d3 біла тура · d2 білий пішак · e2 чорний пішак · g2 білий пішак · h2 білий слон · b1 білий слон · f1 чорна тура · h1 чорний ферзь | d7 чорний пішак · e7 біла тура · a6 чорний кінь · e6 чорний кінь · b5 білий кінь · d5 чорний пішак · e5 чорний король · f5 білий пішак · g5 білий пішак · d4 чорний пішак · e4 чорна тура · f4 чорний пішак · h4 білий кінь · a3 білий король · c3 білий ферзь · d3 біла тура · d2 білий пішак · e2 чорний пішак · g2 білий пішак · h2 білий слон · b1 білий слон · f1 чорна тура · h1 чорний ферзь | d7 чорний пішак · e7 біла тура · a6 чорний кінь · e6 чорний кінь · b5 білий кінь · d5 чорний пішак · e5 чорний король · f5 білий пішак · g5 білий пішак · d4 чорний пішак · e4 чорна тура · f4 чорний пішак · h4 білий кінь · a3 білий король · c3 білий ферзь · d3 біла тура · d2 білий пішак · e2 чорний пішак · g2 білий пішак · h2 білий слон · b1 білий слон · f1 чорна тура · h1 чорний ферзь | 4 |
| 3 | d7 чорний пішак · e7 біла тура · a6 чорний кінь · e6 чорний кінь · b5 білий кінь · d5 чорний пішак · e5 чорний король · f5 білий пішак · g5 білий пішак · d4 чорний пішак · e4 чорна тура · f4 чорний пішак · h4 білий кінь · a3 білий король · c3 білий ферзь · d3 біла тура · d2 білий пішак · e2 чорний пішак · g2 білий пішак · h2 білий слон · b1 білий слон · f1 чорна тура · h1 чорний ферзь | d7 чорний пішак · e7 біла тура · a6 чорний кінь · e6 чорний кінь · b5 білий кінь · d5 чорний пішак · e5 чорний король · f5 білий пішак · g5 білий пішак · d4 чорний пішак · e4 чорна тура · f4 чорний пішак · h4 білий кінь · a3 білий король · c3 білий ферзь · d3 біла тура · d2 білий пішак · e2 чорний пішак · g2 білий пішак · h2 білий слон · b1 білий слон · f1 чорна тура · h1 чорний ферзь | d7 чорний пішак · e7 біла тура · a6 чорний кінь · e6 чорний кінь · b5 білий кінь · d5 чорний пішак · e5 чорний король · f5 білий пішак · g5 білий пішак · d4 чорний пішак · e4 чорна тура · f4 чорний пішак · h4 білий кінь · a3 білий король · c3 білий ферзь · d3 біла тура · d2 білий пішак · e2 чорний пішак · g2 білий пішак · h2 білий слон · b1 білий слон · f1 чорна тура · h1 чорний ферзь | d7 чорний пішак · e7 біла тура · a6 чорний кінь · e6 чорний кінь · b5 білий кінь · d5 чорний пішак · e5 чорний король · f5 білий пішак · g5 білий пішак · d4 чорний пішак · e4 чорна тура · f4 чорний пішак · h4 білий кінь · a3 білий король · c3 білий ферзь · d3 біла тура · d2 білий пішак · e2 чорний пішак · g2 білий пішак · h2 білий слон · b1 білий слон · f1 чорна тура · h1 чорний ферзь | d7 чорний пішак · e7 біла тура · a6 чорний кінь · e6 чорний кінь · b5 білий кінь · d5 чорний пішак · e5 чорний король · f5 білий пішак · g5 білий пішак · d4 чорний пішак · e4 чорна тура · f4 чорний пішак · h4 білий кінь · a3 білий король · c3 білий ферзь · d3 біла тура · d2 білий пішак · e2 чорний пішак · g2 білий пішак · h2 білий слон · b1 білий слон · f1 чорна тура · h1 чорний ферзь | d7 чорний пішак · e7 біла тура · a6 чорний кінь · e6 чорний кінь · b5 білий кінь · d5 чорний пішак · e5 чорний король · f5 білий пішак · g5 білий пішак · d4 чорний пішак · e4 чорна тура · f4 чорний пішак · h4 білий кінь · a3 білий король · c3 білий ферзь · d3 біла тура · d2 білий пішак · e2 чорний пішак · g2 білий пішак · h2 білий слон · b1 білий слон · f1 чорна тура · h1 чорний ферзь | d7 чорний пішак · e7 біла тура · a6 чорний кінь · e6 чорний кінь · b5 білий кінь · d5 чорний пішак · e5 чорний король · f5 білий пішак · g5 білий пішак · d4 чорний пішак · e4 чорна тура · f4 чорний пішак · h4 білий кінь · a3 білий король · c3 білий ферзь · d3 біла тура · d2 білий пішак · e2 чорний пішак · g2 білий пішак · h2 білий слон · b1 білий слон · f1 чорна тура · h1 чорний ферзь | d7 чорний пішак · e7 біла тура · a6 чорний кінь · e6 чорний кінь · b5 білий кінь · d5 чорний пішак · e5 чорний король · f5 білий пішак · g5 білий пішак · d4 чорний пішак · e4 чорна тура · f4 чорний пішак · h4 білий кінь · a3 білий король · c3 білий ферзь · d3 біла тура · d2 білий пішак · e2 чорний пішак · g2 білий пішак · h2 білий слон · b1 білий слон · f1 чорна тура · h1 чорний ферзь | 3 |
| 2 | d7 чорний пішак · e7 біла тура · a6 чорний кінь · e6 чорний кінь · b5 білий кінь · d5 чорний пішак · e5 чорний король · f5 білий пішак · g5 білий пішак · d4 чорний пішак · e4 чорна тура · f4 чорний пішак · h4 білий кінь · a3 білий король · c3 білий ферзь · d3 біла тура · d2 білий пішак · e2 чорний пішак · g2 білий пішак · h2 білий слон · b1 білий слон · f1 чорна тура · h1 чорний ферзь | d7 чорний пішак · e7 біла тура · a6 чорний кінь · e6 чорний кінь · b5 білий кінь · d5 чорний пішак · e5 чорний король · f5 білий пішак · g5 білий пішак · d4 чорний пішак · e4 чорна тура · f4 чорний пішак · h4 білий кінь · a3 білий король · c3 білий ферзь · d3 біла тура · d2 білий пішак · e2 чорний пішак · g2 білий пішак · h2 білий слон · b1 білий слон · f1 чорна тура · h1 чорний ферзь | d7 чорний пішак · e7 біла тура · a6 чорний кінь · e6 чорний кінь · b5 білий кінь · d5 чорний пішак · e5 чорний король · f5 білий пішак · g5 білий пішак · d4 чорний пішак · e4 чорна тура · f4 чорний пішак · h4 білий кінь · a3 білий король · c3 білий ферзь · d3 біла тура · d2 білий пішак · e2 чорний пішак · g2 білий пішак · h2 білий слон · b1 білий слон · f1 чорна тура · h1 чорний ферзь | d7 чорний пішак · e7 біла тура · a6 чорний кінь · e6 чорний кінь · b5 білий кінь · d5 чорний пішак · e5 чорний король · f5 білий пішак · g5 білий пішак · d4 чорний пішак · e4 чорна тура · f4 чорний пішак · h4 білий кінь · a3 білий король · c3 білий ферзь · d3 біла тура · d2 білий пішак · e2 чорний пішак · g2 білий пішак · h2 білий слон · b1 білий слон · f1 чорна тура · h1 чорний ферзь | d7 чорний пішак · e7 біла тура · a6 чорний кінь · e6 чорний кінь · b5 білий кінь · d5 чорний пішак · e5 чорний король · f5 білий пішак · g5 білий пішак · d4 чорний пішак · e4 чорна тура · f4 чорний пішак · h4 білий кінь · a3 білий король · c3 білий ферзь · d3 біла тура · d2 білий пішак · e2 чорний пішак · g2 білий пішак · h2 білий слон · b1 білий слон · f1 чорна тура · h1 чорний ферзь | d7 чорний пішак · e7 біла тура · a6 чорний кінь · e6 чорний кінь · b5 білий кінь · d5 чорний пішак · e5 чорний король · f5 білий пішак · g5 білий пішак · d4 чорний пішак · e4 чорна тура · f4 чорний пішак · h4 білий кінь · a3 білий король · c3 білий ферзь · d3 біла тура · d2 білий пішак · e2 чорний пішак · g2 білий пішак · h2 білий слон · b1 білий слон · f1 чорна тура · h1 чорний ферзь | d7 чорний пішак · e7 біла тура · a6 чорний кінь · e6 чорний кінь · b5 білий кінь · d5 чорний пішак · e5 чорний король · f5 білий пішак · g5 білий пішак · d4 чорний пішак · e4 чорна тура · f4 чорний пішак · h4 білий кінь · a3 білий король · c3 білий ферзь · d3 біла тура · d2 білий пішак · e2 чорний пішак · g2 білий пішак · h2 білий слон · b1 білий слон · f1 чорна тура · h1 чорний ферзь | d7 чорний пішак · e7 біла тура · a6 чорний кінь · e6 чорний кінь · b5 білий кінь · d5 чорний пішак · e5 чорний король · f5 білий пішак · g5 білий пішак · d4 чорний пішак · e4 чорна тура · f4 чорний пішак · h4 білий кінь · a3 білий король · c3 білий ферзь · d3 біла тура · d2 білий пішак · e2 чорний пішак · g2 білий пішак · h2 білий слон · b1 білий слон · f1 чорна тура · h1 чорний ферзь | 2 |
| 1 | d7 чорний пішак · e7 біла тура · a6 чорний кінь · e6 чорний кінь · b5 білий кінь · d5 чорний пішак · e5 чорний король · f5 білий пішак · g5 білий пішак · d4 чорний пішак · e4 чорна тура · f4 чорний пішак · h4 білий кінь · a3 білий король · c3 білий ферзь · d3 біла тура · d2 білий пішак · e2 чорний пішак · g2 білий пішак · h2 білий слон · b1 білий слон · f1 чорна тура · h1 чорний ферзь | d7 чорний пішак · e7 біла тура · a6 чорний кінь · e6 чорний кінь · b5 білий кінь · d5 чорний пішак · e5 чорний король · f5 білий пішак · g5 білий пішак · d4 чорний пішак · e4 чорна тура · f4 чорний пішак · h4 білий кінь · a3 білий король · c3 білий ферзь · d3 біла тура · d2 білий пішак · e2 чорний пішак · g2 білий пішак · h2 білий слон · b1 білий слон · f1 чорна тура · h1 чорний ферзь | d7 чорний пішак · e7 біла тура · a6 чорний кінь · e6 чорний кінь · b5 білий кінь · d5 чорний пішак · e5 чорний король · f5 білий пішак · g5 білий пішак · d4 чорний пішак · e4 чорна тура · f4 чорний пішак · h4 білий кінь · a3 білий король · c3 білий ферзь · d3 біла тура · d2 білий пішак · e2 чорний пішак · g2 білий пішак · h2 білий слон · b1 білий слон · f1 чорна тура · h1 чорний ферзь | d7 чорний пішак · e7 біла тура · a6 чорний кінь · e6 чорний кінь · b5 білий кінь · d5 чорний пішак · e5 чорний король · f5 білий пішак · g5 білий пішак · d4 чорний пішак · e4 чорна тура · f4 чорний пішак · h4 білий кінь · a3 білий король · c3 білий ферзь · d3 біла тура · d2 білий пішак · e2 чорний пішак · g2 білий пішак · h2 білий слон · b1 білий слон · f1 чорна тура · h1 чорний ферзь | d7 чорний пішак · e7 біла тура · a6 чорний кінь · e6 чорний кінь · b5 білий кінь · d5 чорний пішак · e5 чорний король · f5 білий пішак · g5 білий пішак · d4 чорний пішак · e4 чорна тура · f4 чорний пішак · h4 білий кінь · a3 білий король · c3 білий ферзь · d3 біла тура · d2 білий пішак · e2 чорний пішак · g2 білий пішак · h2 білий слон · b1 білий слон · f1 чорна тура · h1 чорний ферзь | d7 чорний пішак · e7 біла тура · a6 чорний кінь · e6 чорний кінь · b5 білий кінь · d5 чорний пішак · e5 чорний король · f5 білий пішак · g5 білий пішак · d4 чорний пішак · e4 чорна тура · f4 чорний пішак · h4 білий кінь · a3 білий король · c3 білий ферзь · d3 біла тура · d2 білий пішак · e2 чорний пішак · g2 білий пішак · h2 білий слон · b1 білий слон · f1 чорна тура · h1 чорний ферзь | d7 чорний пішак · e7 біла тура · a6 чорний кінь · e6 чорний кінь · b5 білий кінь · d5 чорний пішак · e5 чорний король · f5 білий пішак · g5 білий пішак · d4 чорний пішак · e4 чорна тура · f4 чорний пішак · h4 білий кінь · a3 білий король · c3 білий ферзь · d3 біла тура · d2 білий пішак · e2 чорний пішак · g2 білий пішак · h2 білий слон · b1 білий слон · f1 чорна тура · h1 чорний ферзь | d7 чорний пішак · e7 біла тура · a6 чорний кінь · e6 чорний кінь · b5 білий кінь · d5 чорний пішак · e5 чорний король · f5 білий пішак · g5 білий пішак · d4 чорний пішак · e4 чорна тура · f4 чорний пішак · h4 білий кінь · a3 білий король · c3 білий ферзь · d3 біла тура · d2 білий пішак · e2 чорний пішак · g2 білий пішак · h2 білий слон · b1 білий слон · f1 чорна тура · h1 чорний ферзь | 1 |
|   | a | b | c | d | e | f | g | h |   |

1. Tf7? ~ 2. Sg6# (A)
1. ... Te3 (a) 2. T:e3# (B), 1. ... Sf8!
    1. g4? ~ 2. Sg6# (A)
    1. ... Te3 (a) 2. D:d4# (C), 1. ... fg3 e.p.!
1. Te3! (B) ~ 2. D:d4# (C)
1. ... T:e3 (a) 2. Sg6# (A)
- — - — - — -
1. ... dc3 2. d4#
Поєднання першої фази і третьої дає можливість пройти темі Єрохіна.
Поєднання другої і третьої фаз дає можливість пройти темі ле Гранд.
Поєднання теми Єрохіна і ле Гранд утворює комбінацію Дячука.
В цій задачі вперше виражено дану комбінацію.
|   | a | b | c | d | e | f | g | h |   |
| 8 | a7 чорний слон · f7 чорна тура · a6 чорний ферзь · c6 чорний пішак · d6 чорний пішак · f6 білий пішак · h6 чорний пішак · b5 чорний пішак · c5 білий слон · d5 чорний слон · f5 білий слон · g5 біла тура · b4 чорний пішак · c4 чорний король · e4 чорна тура · g4 білий ферзь · a3 білий пішак · b3 білий кінь · d3 чорний пішак · e3 білий пішак · h3 білий король · b1 біла тура · d1 білий кінь | a7 чорний слон · f7 чорна тура · a6 чорний ферзь · c6 чорний пішак · d6 чорний пішак · f6 білий пішак · h6 чорний пішак · b5 чорний пішак · c5 білий слон · d5 чорний слон · f5 білий слон · g5 біла тура · b4 чорний пішак · c4 чорний король · e4 чорна тура · g4 білий ферзь · a3 білий пішак · b3 білий кінь · d3 чорний пішак · e3 білий пішак · h3 білий король · b1 біла тура · d1 білий кінь | a7 чорний слон · f7 чорна тура · a6 чорний ферзь · c6 чорний пішак · d6 чорний пішак · f6 білий пішак · h6 чорний пішак · b5 чорний пішак · c5 білий слон · d5 чорний слон · f5 білий слон · g5 біла тура · b4 чорний пішак · c4 чорний король · e4 чорна тура · g4 білий ферзь · a3 білий пішак · b3 білий кінь · d3 чорний пішак · e3 білий пішак · h3 білий король · b1 біла тура · d1 білий кінь | a7 чорний слон · f7 чорна тура · a6 чорний ферзь · c6 чорний пішак · d6 чорний пішак · f6 білий пішак · h6 чорний пішак · b5 чорний пішак · c5 білий слон · d5 чорний слон · f5 білий слон · g5 біла тура · b4 чорний пішак · c4 чорний король · e4 чорна тура · g4 білий ферзь · a3 білий пішак · b3 білий кінь · d3 чорний пішак · e3 білий пішак · h3 білий король · b1 біла тура · d1 білий кінь | a7 чорний слон · f7 чорна тура · a6 чорний ферзь · c6 чорний пішак · d6 чорний пішак · f6 білий пішак · h6 чорний пішак · b5 чорний пішак · c5 білий слон · d5 чорний слон · f5 білий слон · g5 біла тура · b4 чорний пішак · c4 чорний король · e4 чорна тура · g4 білий ферзь · a3 білий пішак · b3 білий кінь · d3 чорний пішак · e3 білий пішак · h3 білий король · b1 біла тура · d1 білий кінь | a7 чорний слон · f7 чорна тура · a6 чорний ферзь · c6 чорний пішак · d6 чорний пішак · f6 білий пішак · h6 чорний пішак · b5 чорний пішак · c5 білий слон · d5 чорний слон · f5 білий слон · g5 біла тура · b4 чорний пішак · c4 чорний король · e4 чорна тура · g4 білий ферзь · a3 білий пішак · b3 білий кінь · d3 чорний пішак · e3 білий пішак · h3 білий король · b1 біла тура · d1 білий кінь | a7 чорний слон · f7 чорна тура · a6 чорний ферзь · c6 чорний пішак · d6 чорний пішак · f6 білий пішак · h6 чорний пішак · b5 чорний пішак · c5 білий слон · d5 чорний слон · f5 білий слон · g5 біла тура · b4 чорний пішак · c4 чорний король · e4 чорна тура · g4 білий ферзь · a3 білий пішак · b3 білий кінь · d3 чорний пішак · e3 білий пішак · h3 білий король · b1 біла тура · d1 білий кінь | a7 чорний слон · f7 чорна тура · a6 чорний ферзь · c6 чорний пішак · d6 чорний пішак · f6 білий пішак · h6 чорний пішак · b5 чорний пішак · c5 білий слон · d5 чорний слон · f5 білий слон · g5 біла тура · b4 чорний пішак · c4 чорний король · e4 чорна тура · g4 білий ферзь · a3 білий пішак · b3 білий кінь · d3 чорний пішак · e3 білий пішак · h3 білий король · b1 біла тура · d1 білий кінь | 8 |
| 7 | a7 чорний слон · f7 чорна тура · a6 чорний ферзь · c6 чорний пішак · d6 чорний пішак · f6 білий пішак · h6 чорний пішак · b5 чорний пішак · c5 білий слон · d5 чорний слон · f5 білий слон · g5 біла тура · b4 чорний пішак · c4 чорний король · e4 чорна тура · g4 білий ферзь · a3 білий пішак · b3 білий кінь · d3 чорний пішак · e3 білий пішак · h3 білий король · b1 біла тура · d1 білий кінь | a7 чорний слон · f7 чорна тура · a6 чорний ферзь · c6 чорний пішак · d6 чорний пішак · f6 білий пішак · h6 чорний пішак · b5 чорний пішак · c5 білий слон · d5 чорний слон · f5 білий слон · g5 біла тура · b4 чорний пішак · c4 чорний король · e4 чорна тура · g4 білий ферзь · a3 білий пішак · b3 білий кінь · d3 чорний пішак · e3 білий пішак · h3 білий король · b1 біла тура · d1 білий кінь | a7 чорний слон · f7 чорна тура · a6 чорний ферзь · c6 чорний пішак · d6 чорний пішак · f6 білий пішак · h6 чорний пішак · b5 чорний пішак · c5 білий слон · d5 чорний слон · f5 білий слон · g5 біла тура · b4 чорний пішак · c4 чорний король · e4 чорна тура · g4 білий ферзь · a3 білий пішак · b3 білий кінь · d3 чорний пішак · e3 білий пішак · h3 білий король · b1 біла тура · d1 білий кінь | a7 чорний слон · f7 чорна тура · a6 чорний ферзь · c6 чорний пішак · d6 чорний пішак · f6 білий пішак · h6 чорний пішак · b5 чорний пішак · c5 білий слон · d5 чорний слон · f5 білий слон · g5 біла тура · b4 чорний пішак · c4 чорний король · e4 чорна тура · g4 білий ферзь · a3 білий пішак · b3 білий кінь · d3 чорний пішак · e3 білий пішак · h3 білий король · b1 біла тура · d1 білий кінь | a7 чорний слон · f7 чорна тура · a6 чорний ферзь · c6 чорний пішак · d6 чорний пішак · f6 білий пішак · h6 чорний пішак · b5 чорний пішак · c5 білий слон · d5 чорний слон · f5 білий слон · g5 біла тура · b4 чорний пішак · c4 чорний король · e4 чорна тура · g4 білий ферзь · a3 білий пішак · b3 білий кінь · d3 чорний пішак · e3 білий пішак · h3 білий король · b1 біла тура · d1 білий кінь | a7 чорний слон · f7 чорна тура · a6 чорний ферзь · c6 чорний пішак · d6 чорний пішак · f6 білий пішак · h6 чорний пішак · b5 чорний пішак · c5 білий слон · d5 чорний слон · f5 білий слон · g5 біла тура · b4 чорний пішак · c4 чорний король · e4 чорна тура · g4 білий ферзь · a3 білий пішак · b3 білий кінь · d3 чорний пішак · e3 білий пішак · h3 білий король · b1 біла тура · d1 білий кінь | a7 чорний слон · f7 чорна тура · a6 чорний ферзь · c6 чорний пішак · d6 чорний пішак · f6 білий пішак · h6 чорний пішак · b5 чорний пішак · c5 білий слон · d5 чорний слон · f5 білий слон · g5 біла тура · b4 чорний пішак · c4 чорний король · e4 чорна тура · g4 білий ферзь · a3 білий пішак · b3 білий кінь · d3 чорний пішак · e3 білий пішак · h3 білий король · b1 біла тура · d1 білий кінь | a7 чорний слон · f7 чорна тура · a6 чорний ферзь · c6 чорний пішак · d6 чорний пішак · f6 білий пішак · h6 чорний пішак · b5 чорний пішак · c5 білий слон · d5 чорний слон · f5 білий слон · g5 біла тура · b4 чорний пішак · c4 чорний король · e4 чорна тура · g4 білий ферзь · a3 білий пішак · b3 білий кінь · d3 чорний пішак · e3 білий пішак · h3 білий король · b1 біла тура · d1 білий кінь | 7 |
| 6 | a7 чорний слон · f7 чорна тура · a6 чорний ферзь · c6 чорний пішак · d6 чорний пішак · f6 білий пішак · h6 чорний пішак · b5 чорний пішак · c5 білий слон · d5 чорний слон · f5 білий слон · g5 біла тура · b4 чорний пішак · c4 чорний король · e4 чорна тура · g4 білий ферзь · a3 білий пішак · b3 білий кінь · d3 чорний пішак · e3 білий пішак · h3 білий король · b1 біла тура · d1 білий кінь | a7 чорний слон · f7 чорна тура · a6 чорний ферзь · c6 чорний пішак · d6 чорний пішак · f6 білий пішак · h6 чорний пішак · b5 чорний пішак · c5 білий слон · d5 чорний слон · f5 білий слон · g5 біла тура · b4 чорний пішак · c4 чорний король · e4 чорна тура · g4 білий ферзь · a3 білий пішак · b3 білий кінь · d3 чорний пішак · e3 білий пішак · h3 білий король · b1 біла тура · d1 білий кінь | a7 чорний слон · f7 чорна тура · a6 чорний ферзь · c6 чорний пішак · d6 чорний пішак · f6 білий пішак · h6 чорний пішак · b5 чорний пішак · c5 білий слон · d5 чорний слон · f5 білий слон · g5 біла тура · b4 чорний пішак · c4 чорний король · e4 чорна тура · g4 білий ферзь · a3 білий пішак · b3 білий кінь · d3 чорний пішак · e3 білий пішак · h3 білий король · b1 біла тура · d1 білий кінь | a7 чорний слон · f7 чорна тура · a6 чорний ферзь · c6 чорний пішак · d6 чорний пішак · f6 білий пішак · h6 чорний пішак · b5 чорний пішак · c5 білий слон · d5 чорний слон · f5 білий слон · g5 біла тура · b4 чорний пішак · c4 чорний король · e4 чорна тура · g4 білий ферзь · a3 білий пішак · b3 білий кінь · d3 чорний пішак · e3 білий пішак · h3 білий король · b1 біла тура · d1 білий кінь | a7 чорний слон · f7 чорна тура · a6 чорний ферзь · c6 чорний пішак · d6 чорний пішак · f6 білий пішак · h6 чорний пішак · b5 чорний пішак · c5 білий слон · d5 чорний слон · f5 білий слон · g5 біла тура · b4 чорний пішак · c4 чорний король · e4 чорна тура · g4 білий ферзь · a3 білий пішак · b3 білий кінь · d3 чорний пішак · e3 білий пішак · h3 білий король · b1 біла тура · d1 білий кінь | a7 чорний слон · f7 чорна тура · a6 чорний ферзь · c6 чорний пішак · d6 чорний пішак · f6 білий пішак · h6 чорний пішак · b5 чорний пішак · c5 білий слон · d5 чорний слон · f5 білий слон · g5 біла тура · b4 чорний пішак · c4 чорний король · e4 чорна тура · g4 білий ферзь · a3 білий пішак · b3 білий кінь · d3 чорний пішак · e3 білий пішак · h3 білий король · b1 біла тура · d1 білий кінь | a7 чорний слон · f7 чорна тура · a6 чорний ферзь · c6 чорний пішак · d6 чорний пішак · f6 білий пішак · h6 чорний пішак · b5 чорний пішак · c5 білий слон · d5 чорний слон · f5 білий слон · g5 біла тура · b4 чорний пішак · c4 чорний король · e4 чорна тура · g4 білий ферзь · a3 білий пішак · b3 білий кінь · d3 чорний пішак · e3 білий пішак · h3 білий король · b1 біла тура · d1 білий кінь | a7 чорний слон · f7 чорна тура · a6 чорний ферзь · c6 чорний пішак · d6 чорний пішак · f6 білий пішак · h6 чорний пішак · b5 чорний пішак · c5 білий слон · d5 чорний слон · f5 білий слон · g5 біла тура · b4 чорний пішак · c4 чорний король · e4 чорна тура · g4 білий ферзь · a3 білий пішак · b3 білий кінь · d3 чорний пішак · e3 білий пішак · h3 білий король · b1 біла тура · d1 білий кінь | 6 |
| 5 | a7 чорний слон · f7 чорна тура · a6 чорний ферзь · c6 чорний пішак · d6 чорний пішак · f6 білий пішак · h6 чорний пішак · b5 чорний пішак · c5 білий слон · d5 чорний слон · f5 білий слон · g5 біла тура · b4 чорний пішак · c4 чорний король · e4 чорна тура · g4 білий ферзь · a3 білий пішак · b3 білий кінь · d3 чорний пішак · e3 білий пішак · h3 білий король · b1 біла тура · d1 білий кінь | a7 чорний слон · f7 чорна тура · a6 чорний ферзь · c6 чорний пішак · d6 чорний пішак · f6 білий пішак · h6 чорний пішак · b5 чорний пішак · c5 білий слон · d5 чорний слон · f5 білий слон · g5 біла тура · b4 чорний пішак · c4 чорний король · e4 чорна тура · g4 білий ферзь · a3 білий пішак · b3 білий кінь · d3 чорний пішак · e3 білий пішак · h3 білий король · b1 біла тура · d1 білий кінь | a7 чорний слон · f7 чорна тура · a6 чорний ферзь · c6 чорний пішак · d6 чорний пішак · f6 білий пішак · h6 чорний пішак · b5 чорний пішак · c5 білий слон · d5 чорний слон · f5 білий слон · g5 біла тура · b4 чорний пішак · c4 чорний король · e4 чорна тура · g4 білий ферзь · a3 білий пішак · b3 білий кінь · d3 чорний пішак · e3 білий пішак · h3 білий король · b1 біла тура · d1 білий кінь | a7 чорний слон · f7 чорна тура · a6 чорний ферзь · c6 чорний пішак · d6 чорний пішак · f6 білий пішак · h6 чорний пішак · b5 чорний пішак · c5 білий слон · d5 чорний слон · f5 білий слон · g5 біла тура · b4 чорний пішак · c4 чорний король · e4 чорна тура · g4 білий ферзь · a3 білий пішак · b3 білий кінь · d3 чорний пішак · e3 білий пішак · h3 білий король · b1 біла тура · d1 білий кінь | a7 чорний слон · f7 чорна тура · a6 чорний ферзь · c6 чорний пішак · d6 чорний пішак · f6 білий пішак · h6 чорний пішак · b5 чорний пішак · c5 білий слон · d5 чорний слон · f5 білий слон · g5 біла тура · b4 чорний пішак · c4 чорний король · e4 чорна тура · g4 білий ферзь · a3 білий пішак · b3 білий кінь · d3 чорний пішак · e3 білий пішак · h3 білий король · b1 біла тура · d1 білий кінь | a7 чорний слон · f7 чорна тура · a6 чорний ферзь · c6 чорний пішак · d6 чорний пішак · f6 білий пішак · h6 чорний пішак · b5 чорний пішак · c5 білий слон · d5 чорний слон · f5 білий слон · g5 біла тура · b4 чорний пішак · c4 чорний король · e4 чорна тура · g4 білий ферзь · a3 білий пішак · b3 білий кінь · d3 чорний пішак · e3 білий пішак · h3 білий король · b1 біла тура · d1 білий кінь | a7 чорний слон · f7 чорна тура · a6 чорний ферзь · c6 чорний пішак · d6 чорний пішак · f6 білий пішак · h6 чорний пішак · b5 чорний пішак · c5 білий слон · d5 чорний слон · f5 білий слон · g5 біла тура · b4 чорний пішак · c4 чорний король · e4 чорна тура · g4 білий ферзь · a3 білий пішак · b3 білий кінь · d3 чорний пішак · e3 білий пішак · h3 білий король · b1 біла тура · d1 білий кінь | a7 чорний слон · f7 чорна тура · a6 чорний ферзь · c6 чорний пішак · d6 чорний пішак · f6 білий пішак · h6 чорний пішак · b5 чорний пішак · c5 білий слон · d5 чорний слон · f5 білий слон · g5 біла тура · b4 чорний пішак · c4 чорний король · e4 чорна тура · g4 білий ферзь · a3 білий пішак · b3 білий кінь · d3 чорний пішак · e3 білий пішак · h3 білий король · b1 біла тура · d1 білий кінь | 5 |
| 4 | a7 чорний слон · f7 чорна тура · a6 чорний ферзь · c6 чорний пішак · d6 чорний пішак · f6 білий пішак · h6 чорний пішак · b5 чорний пішак · c5 білий слон · d5 чорний слон · f5 білий слон · g5 біла тура · b4 чорний пішак · c4 чорний король · e4 чорна тура · g4 білий ферзь · a3 білий пішак · b3 білий кінь · d3 чорний пішак · e3 білий пішак · h3 білий король · b1 біла тура · d1 білий кінь | a7 чорний слон · f7 чорна тура · a6 чорний ферзь · c6 чорний пішак · d6 чорний пішак · f6 білий пішак · h6 чорний пішак · b5 чорний пішак · c5 білий слон · d5 чорний слон · f5 білий слон · g5 біла тура · b4 чорний пішак · c4 чорний король · e4 чорна тура · g4 білий ферзь · a3 білий пішак · b3 білий кінь · d3 чорний пішак · e3 білий пішак · h3 білий король · b1 біла тура · d1 білий кінь | a7 чорний слон · f7 чорна тура · a6 чорний ферзь · c6 чорний пішак · d6 чорний пішак · f6 білий пішак · h6 чорний пішак · b5 чорний пішак · c5 білий слон · d5 чорний слон · f5 білий слон · g5 біла тура · b4 чорний пішак · c4 чорний король · e4 чорна тура · g4 білий ферзь · a3 білий пішак · b3 білий кінь · d3 чорний пішак · e3 білий пішак · h3 білий король · b1 біла тура · d1 білий кінь | a7 чорний слон · f7 чорна тура · a6 чорний ферзь · c6 чорний пішак · d6 чорний пішак · f6 білий пішак · h6 чорний пішак · b5 чорний пішак · c5 білий слон · d5 чорний слон · f5 білий слон · g5 біла тура · b4 чорний пішак · c4 чорний король · e4 чорна тура · g4 білий ферзь · a3 білий пішак · b3 білий кінь · d3 чорний пішак · e3 білий пішак · h3 білий король · b1 біла тура · d1 білий кінь | a7 чорний слон · f7 чорна тура · a6 чорний ферзь · c6 чорний пішак · d6 чорний пішак · f6 білий пішак · h6 чорний пішак · b5 чорний пішак · c5 білий слон · d5 чорний слон · f5 білий слон · g5 біла тура · b4 чорний пішак · c4 чорний король · e4 чорна тура · g4 білий ферзь · a3 білий пішак · b3 білий кінь · d3 чорний пішак · e3 білий пішак · h3 білий король · b1 біла тура · d1 білий кінь | a7 чорний слон · f7 чорна тура · a6 чорний ферзь · c6 чорний пішак · d6 чорний пішак · f6 білий пішак · h6 чорний пішак · b5 чорний пішак · c5 білий слон · d5 чорний слон · f5 білий слон · g5 біла тура · b4 чорний пішак · c4 чорний король · e4 чорна тура · g4 білий ферзь · a3 білий пішак · b3 білий кінь · d3 чорний пішак · e3 білий пішак · h3 білий король · b1 біла тура · d1 білий кінь | a7 чорний слон · f7 чорна тура · a6 чорний ферзь · c6 чорний пішак · d6 чорний пішак · f6 білий пішак · h6 чорний пішак · b5 чорний пішак · c5 білий слон · d5 чорний слон · f5 білий слон · g5 біла тура · b4 чорний пішак · c4 чорний король · e4 чорна тура · g4 білий ферзь · a3 білий пішак · b3 білий кінь · d3 чорний пішак · e3 білий пішак · h3 білий король · b1 біла тура · d1 білий кінь | a7 чорний слон · f7 чорна тура · a6 чорний ферзь · c6 чорний пішак · d6 чорний пішак · f6 білий пішак · h6 чорний пішак · b5 чорний пішак · c5 білий слон · d5 чорний слон · f5 білий слон · g5 біла тура · b4 чорний пішак · c4 чорний король · e4 чорна тура · g4 білий ферзь · a3 білий пішак · b3 білий кінь · d3 чорний пішак · e3 білий пішак · h3 білий король · b1 біла тура · d1 білий кінь | 4 |
| 3 | a7 чорний слон · f7 чорна тура · a6 чорний ферзь · c6 чорний пішак · d6 чорний пішак · f6 білий пішак · h6 чорний пішак · b5 чорний пішак · c5 білий слон · d5 чорний слон · f5 білий слон · g5 біла тура · b4 чорний пішак · c4 чорний король · e4 чорна тура · g4 білий ферзь · a3 білий пішак · b3 білий кінь · d3 чорний пішак · e3 білий пішак · h3 білий король · b1 біла тура · d1 білий кінь | a7 чорний слон · f7 чорна тура · a6 чорний ферзь · c6 чорний пішак · d6 чорний пішак · f6 білий пішак · h6 чорний пішак · b5 чорний пішак · c5 білий слон · d5 чорний слон · f5 білий слон · g5 біла тура · b4 чорний пішак · c4 чорний король · e4 чорна тура · g4 білий ферзь · a3 білий пішак · b3 білий кінь · d3 чорний пішак · e3 білий пішак · h3 білий король · b1 біла тура · d1 білий кінь | a7 чорний слон · f7 чорна тура · a6 чорний ферзь · c6 чорний пішак · d6 чорний пішак · f6 білий пішак · h6 чорний пішак · b5 чорний пішак · c5 білий слон · d5 чорний слон · f5 білий слон · g5 біла тура · b4 чорний пішак · c4 чорний король · e4 чорна тура · g4 білий ферзь · a3 білий пішак · b3 білий кінь · d3 чорний пішак · e3 білий пішак · h3 білий король · b1 біла тура · d1 білий кінь | a7 чорний слон · f7 чорна тура · a6 чорний ферзь · c6 чорний пішак · d6 чорний пішак · f6 білий пішак · h6 чорний пішак · b5 чорний пішак · c5 білий слон · d5 чорний слон · f5 білий слон · g5 біла тура · b4 чорний пішак · c4 чорний король · e4 чорна тура · g4 білий ферзь · a3 білий пішак · b3 білий кінь · d3 чорний пішак · e3 білий пішак · h3 білий король · b1 біла тура · d1 білий кінь | a7 чорний слон · f7 чорна тура · a6 чорний ферзь · c6 чорний пішак · d6 чорний пішак · f6 білий пішак · h6 чорний пішак · b5 чорний пішак · c5 білий слон · d5 чорний слон · f5 білий слон · g5 біла тура · b4 чорний пішак · c4 чорний король · e4 чорна тура · g4 білий ферзь · a3 білий пішак · b3 білий кінь · d3 чорний пішак · e3 білий пішак · h3 білий король · b1 біла тура · d1 білий кінь | a7 чорний слон · f7 чорна тура · a6 чорний ферзь · c6 чорний пішак · d6 чорний пішак · f6 білий пішак · h6 чорний пішак · b5 чорний пішак · c5 білий слон · d5 чорний слон · f5 білий слон · g5 біла тура · b4 чорний пішак · c4 чорний король · e4 чорна тура · g4 білий ферзь · a3 білий пішак · b3 білий кінь · d3 чорний пішак · e3 білий пішак · h3 білий король · b1 біла тура · d1 білий кінь | a7 чорний слон · f7 чорна тура · a6 чорний ферзь · c6 чорний пішак · d6 чорний пішак · f6 білий пішак · h6 чорний пішак · b5 чорний пішак · c5 білий слон · d5 чорний слон · f5 білий слон · g5 біла тура · b4 чорний пішак · c4 чорний король · e4 чорна тура · g4 білий ферзь · a3 білий пішак · b3 білий кінь · d3 чорний пішак · e3 білий пішак · h3 білий король · b1 біла тура · d1 білий кінь | a7 чорний слон · f7 чорна тура · a6 чорний ферзь · c6 чорний пішак · d6 чорний пішак · f6 білий пішак · h6 чорний пішак · b5 чорний пішак · c5 білий слон · d5 чорний слон · f5 білий слон · g5 біла тура · b4 чорний пішак · c4 чорний король · e4 чорна тура · g4 білий ферзь · a3 білий пішак · b3 білий кінь · d3 чорний пішак · e3 білий пішак · h3 білий король · b1 біла тура · d1 білий кінь | 3 |
| 2 | a7 чорний слон · f7 чорна тура · a6 чорний ферзь · c6 чорний пішак · d6 чорний пішак · f6 білий пішак · h6 чорний пішак · b5 чорний пішак · c5 білий слон · d5 чорний слон · f5 білий слон · g5 біла тура · b4 чорний пішак · c4 чорний король · e4 чорна тура · g4 білий ферзь · a3 білий пішак · b3 білий кінь · d3 чорний пішак · e3 білий пішак · h3 білий король · b1 біла тура · d1 білий кінь | a7 чорний слон · f7 чорна тура · a6 чорний ферзь · c6 чорний пішак · d6 чорний пішак · f6 білий пішак · h6 чорний пішак · b5 чорний пішак · c5 білий слон · d5 чорний слон · f5 білий слон · g5 біла тура · b4 чорний пішак · c4 чорний король · e4 чорна тура · g4 білий ферзь · a3 білий пішак · b3 білий кінь · d3 чорний пішак · e3 білий пішак · h3 білий король · b1 біла тура · d1 білий кінь | a7 чорний слон · f7 чорна тура · a6 чорний ферзь · c6 чорний пішак · d6 чорний пішак · f6 білий пішак · h6 чорний пішак · b5 чорний пішак · c5 білий слон · d5 чорний слон · f5 білий слон · g5 біла тура · b4 чорний пішак · c4 чорний король · e4 чорна тура · g4 білий ферзь · a3 білий пішак · b3 білий кінь · d3 чорний пішак · e3 білий пішак · h3 білий король · b1 біла тура · d1 білий кінь | a7 чорний слон · f7 чорна тура · a6 чорний ферзь · c6 чорний пішак · d6 чорний пішак · f6 білий пішак · h6 чорний пішак · b5 чорний пішак · c5 білий слон · d5 чорний слон · f5 білий слон · g5 біла тура · b4 чорний пішак · c4 чорний король · e4 чорна тура · g4 білий ферзь · a3 білий пішак · b3 білий кінь · d3 чорний пішак · e3 білий пішак · h3 білий король · b1 біла тура · d1 білий кінь | a7 чорний слон · f7 чорна тура · a6 чорний ферзь · c6 чорний пішак · d6 чорний пішак · f6 білий пішак · h6 чорний пішак · b5 чорний пішак · c5 білий слон · d5 чорний слон · f5 білий слон · g5 біла тура · b4 чорний пішак · c4 чорний король · e4 чорна тура · g4 білий ферзь · a3 білий пішак · b3 білий кінь · d3 чорний пішак · e3 білий пішак · h3 білий король · b1 біла тура · d1 білий кінь | a7 чорний слон · f7 чорна тура · a6 чорний ферзь · c6 чорний пішак · d6 чорний пішак · f6 білий пішак · h6 чорний пішак · b5 чорний пішак · c5 білий слон · d5 чорний слон · f5 білий слон · g5 біла тура · b4 чорний пішак · c4 чорний король · e4 чорна тура · g4 білий ферзь · a3 білий пішак · b3 білий кінь · d3 чорний пішак · e3 білий пішак · h3 білий король · b1 біла тура · d1 білий кінь | a7 чорний слон · f7 чорна тура · a6 чорний ферзь · c6 чорний пішак · d6 чорний пішак · f6 білий пішак · h6 чорний пішак · b5 чорний пішак · c5 білий слон · d5 чорний слон · f5 білий слон · g5 біла тура · b4 чорний пішак · c4 чорний король · e4 чорна тура · g4 білий ферзь · a3 білий пішак · b3 білий кінь · d3 чорний пішак · e3 білий пішак · h3 білий король · b1 біла тура · d1 білий кінь | a7 чорний слон · f7 чорна тура · a6 чорний ферзь · c6 чорний пішак · d6 чорний пішак · f6 білий пішак · h6 чорний пішак · b5 чорний пішак · c5 білий слон · d5 чорний слон · f5 білий слон · g5 біла тура · b4 чорний пішак · c4 чорний король · e4 чорна тура · g4 білий ферзь · a3 білий пішак · b3 білий кінь · d3 чорний пішак · e3 білий пішак · h3 білий король · b1 біла тура · d1 білий кінь | 2 |
| 1 | a7 чорний слон · f7 чорна тура · a6 чорний ферзь · c6 чорний пішак · d6 чорний пішак · f6 білий пішак · h6 чорний пішак · b5 чорний пішак · c5 білий слон · d5 чорний слон · f5 білий слон · g5 біла тура · b4 чорний пішак · c4 чорний король · e4 чорна тура · g4 білий ферзь · a3 білий пішак · b3 білий кінь · d3 чорний пішак · e3 білий пішак · h3 білий король · b1 біла тура · d1 білий кінь | a7 чорний слон · f7 чорна тура · a6 чорний ферзь · c6 чорний пішак · d6 чорний пішак · f6 білий пішак · h6 чорний пішак · b5 чорний пішак · c5 білий слон · d5 чорний слон · f5 білий слон · g5 біла тура · b4 чорний пішак · c4 чорний король · e4 чорна тура · g4 білий ферзь · a3 білий пішак · b3 білий кінь · d3 чорний пішак · e3 білий пішак · h3 білий король · b1 біла тура · d1 білий кінь | a7 чорний слон · f7 чорна тура · a6 чорний ферзь · c6 чорний пішак · d6 чорний пішак · f6 білий пішак · h6 чорний пішак · b5 чорний пішак · c5 білий слон · d5 чорний слон · f5 білий слон · g5 біла тура · b4 чорний пішак · c4 чорний король · e4 чорна тура · g4 білий ферзь · a3 білий пішак · b3 білий кінь · d3 чорний пішак · e3 білий пішак · h3 білий король · b1 біла тура · d1 білий кінь | a7 чорний слон · f7 чорна тура · a6 чорний ферзь · c6 чорний пішак · d6 чорний пішак · f6 білий пішак · h6 чорний пішак · b5 чорний пішак · c5 білий слон · d5 чорний слон · f5 білий слон · g5 біла тура · b4 чорний пішак · c4 чорний король · e4 чорна тура · g4 білий ферзь · a3 білий пішак · b3 білий кінь · d3 чорний пішак · e3 білий пішак · h3 білий король · b1 біла тура · d1 білий кінь | a7 чорний слон · f7 чорна тура · a6 чорний ферзь · c6 чорний пішак · d6 чорний пішак · f6 білий пішак · h6 чорний пішак · b5 чорний пішак · c5 білий слон · d5 чорний слон · f5 білий слон · g5 біла тура · b4 чорний пішак · c4 чорний король · e4 чорна тура · g4 білий ферзь · a3 білий пішак · b3 білий кінь · d3 чорний пішак · e3 білий пішак · h3 білий король · b1 біла тура · d1 білий кінь | a7 чорний слон · f7 чорна тура · a6 чорний ферзь · c6 чорний пішак · d6 чорний пішак · f6 білий пішак · h6 чорний пішак · b5 чорний пішак · c5 білий слон · d5 чорний слон · f5 білий слон · g5 біла тура · b4 чорний пішак · c4 чорний король · e4 чорна тура · g4 білий ферзь · a3 білий пішак · b3 білий кінь · d3 чорний пішак · e3 білий пішак · h3 білий король · b1 біла тура · d1 білий кінь | a7 чорний слон · f7 чорна тура · a6 чорний ферзь · c6 чорний пішак · d6 чорний пішак · f6 білий пішак · h6 чорний пішак · b5 чорний пішак · c5 білий слон · d5 чорний слон · f5 білий слон · g5 біла тура · b4 чорний пішак · c4 чорний король · e4 чорна тура · g4 білий ферзь · a3 білий пішак · b3 білий кінь · d3 чорний пішак · e3 білий пішак · h3 білий король · b1 біла тура · d1 білий кінь | a7 чорний слон · f7 чорна тура · a6 чорний ферзь · c6 чорний пішак · d6 чорний пішак · f6 білий пішак · h6 чорний пішак · b5 чорний пішак · c5 білий слон · d5 чорний слон · f5 білий слон · g5 біла тура · b4 чорний пішак · c4 чорний король · e4 чорна тура · g4 білий ферзь · a3 білий пішак · b3 білий кінь · d3 чорний пішак · e3 білий пішак · h3 білий король · b1 біла тура · d1 білий кінь | 1 |
|   | a | b | c | d | e | f | g | h |   |

    1. L:b4? ~ 2. Sd2# (A)
    1. ... L:e3 (b) 2. S:e3#
    1. ... d2 2. De2#, 1. ... Le6! (a)
1. L:d6? ~ 2. Sd2# (A)
1. ... Le6 (a) 2. L:e6# (B)
1. ... d2 2. De2#, 1. ... L:e3! (b)
    1. ab4? ~ 2. Sd2# (A)
    1. ... Le6 (a) 2. D:e4# (C)
    1. ... d2   2. De2#, 1. ... Da2!
1. Le6! (B) ~ 2. D:e4# (C)
1. ... L:e6 (a) 2. Sd2# (A)
- — - — - — -
1. ... Td4 2. D:d4#
1. ... Tf4  2. D:f4#
1. ... T:g4 2. T:g4#
1. ... L:c5 2. Sd2#
В цій задачі додано фазу з темою Домбровскіса, вона проходить в першій фазі і в рішенні в одному варіанті, іще в першій і другій фазах проходить чергування захисту і спростування.
|   | a | b | c | d | e | f | g | h |   |
| 8 | b8 білий ферзь · d8 білий кінь · e7 чорний слон · f7 чорний пішак · a6 білий король · d6 біла тура · f6 чорний пішак · a5 чорний пішак · c5 чорний пішак · e5 чорна тура · f5 чорний король · g5 білий пішак · h5 білий слон · c4 чорний пішак · e4 чорний пішак · f4 білий слон · a3 чорна тура · c3 білий кінь · f3 білий пішак · g3 білий пішак · c2 чорний слон · a1 чорний ферзь · g1 чорний кінь | b8 білий ферзь · d8 білий кінь · e7 чорний слон · f7 чорний пішак · a6 білий король · d6 біла тура · f6 чорний пішак · a5 чорний пішак · c5 чорний пішак · e5 чорна тура · f5 чорний король · g5 білий пішак · h5 білий слон · c4 чорний пішак · e4 чорний пішак · f4 білий слон · a3 чорна тура · c3 білий кінь · f3 білий пішак · g3 білий пішак · c2 чорний слон · a1 чорний ферзь · g1 чорний кінь | b8 білий ферзь · d8 білий кінь · e7 чорний слон · f7 чорний пішак · a6 білий король · d6 біла тура · f6 чорний пішак · a5 чорний пішак · c5 чорний пішак · e5 чорна тура · f5 чорний король · g5 білий пішак · h5 білий слон · c4 чорний пішак · e4 чорний пішак · f4 білий слон · a3 чорна тура · c3 білий кінь · f3 білий пішак · g3 білий пішак · c2 чорний слон · a1 чорний ферзь · g1 чорний кінь | b8 білий ферзь · d8 білий кінь · e7 чорний слон · f7 чорний пішак · a6 білий король · d6 біла тура · f6 чорний пішак · a5 чорний пішак · c5 чорний пішак · e5 чорна тура · f5 чорний король · g5 білий пішак · h5 білий слон · c4 чорний пішак · e4 чорний пішак · f4 білий слон · a3 чорна тура · c3 білий кінь · f3 білий пішак · g3 білий пішак · c2 чорний слон · a1 чорний ферзь · g1 чорний кінь | b8 білий ферзь · d8 білий кінь · e7 чорний слон · f7 чорний пішак · a6 білий король · d6 біла тура · f6 чорний пішак · a5 чорний пішак · c5 чорний пішак · e5 чорна тура · f5 чорний король · g5 білий пішак · h5 білий слон · c4 чорний пішак · e4 чорний пішак · f4 білий слон · a3 чорна тура · c3 білий кінь · f3 білий пішак · g3 білий пішак · c2 чорний слон · a1 чорний ферзь · g1 чорний кінь | b8 білий ферзь · d8 білий кінь · e7 чорний слон · f7 чорний пішак · a6 білий король · d6 біла тура · f6 чорний пішак · a5 чорний пішак · c5 чорний пішак · e5 чорна тура · f5 чорний король · g5 білий пішак · h5 білий слон · c4 чорний пішак · e4 чорний пішак · f4 білий слон · a3 чорна тура · c3 білий кінь · f3 білий пішак · g3 білий пішак · c2 чорний слон · a1 чорний ферзь · g1 чорний кінь | b8 білий ферзь · d8 білий кінь · e7 чорний слон · f7 чорний пішак · a6 білий король · d6 біла тура · f6 чорний пішак · a5 чорний пішак · c5 чорний пішак · e5 чорна тура · f5 чорний король · g5 білий пішак · h5 білий слон · c4 чорний пішак · e4 чорний пішак · f4 білий слон · a3 чорна тура · c3 білий кінь · f3 білий пішак · g3 білий пішак · c2 чорний слон · a1 чорний ферзь · g1 чорний кінь | b8 білий ферзь · d8 білий кінь · e7 чорний слон · f7 чорний пішак · a6 білий король · d6 біла тура · f6 чорний пішак · a5 чорний пішак · c5 чорний пішак · e5 чорна тура · f5 чорний король · g5 білий пішак · h5 білий слон · c4 чорний пішак · e4 чорний пішак · f4 білий слон · a3 чорна тура · c3 білий кінь · f3 білий пішак · g3 білий пішак · c2 чорний слон · a1 чорний ферзь · g1 чорний кінь | 8 |
| 7 | b8 білий ферзь · d8 білий кінь · e7 чорний слон · f7 чорний пішак · a6 білий король · d6 біла тура · f6 чорний пішак · a5 чорний пішак · c5 чорний пішак · e5 чорна тура · f5 чорний король · g5 білий пішак · h5 білий слон · c4 чорний пішак · e4 чорний пішак · f4 білий слон · a3 чорна тура · c3 білий кінь · f3 білий пішак · g3 білий пішак · c2 чорний слон · a1 чорний ферзь · g1 чорний кінь | b8 білий ферзь · d8 білий кінь · e7 чорний слон · f7 чорний пішак · a6 білий король · d6 біла тура · f6 чорний пішак · a5 чорний пішак · c5 чорний пішак · e5 чорна тура · f5 чорний король · g5 білий пішак · h5 білий слон · c4 чорний пішак · e4 чорний пішак · f4 білий слон · a3 чорна тура · c3 білий кінь · f3 білий пішак · g3 білий пішак · c2 чорний слон · a1 чорний ферзь · g1 чорний кінь | b8 білий ферзь · d8 білий кінь · e7 чорний слон · f7 чорний пішак · a6 білий король · d6 біла тура · f6 чорний пішак · a5 чорний пішак · c5 чорний пішак · e5 чорна тура · f5 чорний король · g5 білий пішак · h5 білий слон · c4 чорний пішак · e4 чорний пішак · f4 білий слон · a3 чорна тура · c3 білий кінь · f3 білий пішак · g3 білий пішак · c2 чорний слон · a1 чорний ферзь · g1 чорний кінь | b8 білий ферзь · d8 білий кінь · e7 чорний слон · f7 чорний пішак · a6 білий король · d6 біла тура · f6 чорний пішак · a5 чорний пішак · c5 чорний пішак · e5 чорна тура · f5 чорний король · g5 білий пішак · h5 білий слон · c4 чорний пішак · e4 чорний пішак · f4 білий слон · a3 чорна тура · c3 білий кінь · f3 білий пішак · g3 білий пішак · c2 чорний слон · a1 чорний ферзь · g1 чорний кінь | b8 білий ферзь · d8 білий кінь · e7 чорний слон · f7 чорний пішак · a6 білий король · d6 біла тура · f6 чорний пішак · a5 чорний пішак · c5 чорний пішак · e5 чорна тура · f5 чорний король · g5 білий пішак · h5 білий слон · c4 чорний пішак · e4 чорний пішак · f4 білий слон · a3 чорна тура · c3 білий кінь · f3 білий пішак · g3 білий пішак · c2 чорний слон · a1 чорний ферзь · g1 чорний кінь | b8 білий ферзь · d8 білий кінь · e7 чорний слон · f7 чорний пішак · a6 білий король · d6 біла тура · f6 чорний пішак · a5 чорний пішак · c5 чорний пішак · e5 чорна тура · f5 чорний король · g5 білий пішак · h5 білий слон · c4 чорний пішак · e4 чорний пішак · f4 білий слон · a3 чорна тура · c3 білий кінь · f3 білий пішак · g3 білий пішак · c2 чорний слон · a1 чорний ферзь · g1 чорний кінь | b8 білий ферзь · d8 білий кінь · e7 чорний слон · f7 чорний пішак · a6 білий король · d6 біла тура · f6 чорний пішак · a5 чорний пішак · c5 чорний пішак · e5 чорна тура · f5 чорний король · g5 білий пішак · h5 білий слон · c4 чорний пішак · e4 чорний пішак · f4 білий слон · a3 чорна тура · c3 білий кінь · f3 білий пішак · g3 білий пішак · c2 чорний слон · a1 чорний ферзь · g1 чорний кінь | b8 білий ферзь · d8 білий кінь · e7 чорний слон · f7 чорний пішак · a6 білий король · d6 біла тура · f6 чорний пішак · a5 чорний пішак · c5 чорний пішак · e5 чорна тура · f5 чорний король · g5 білий пішак · h5 білий слон · c4 чорний пішак · e4 чорний пішак · f4 білий слон · a3 чорна тура · c3 білий кінь · f3 білий пішак · g3 білий пішак · c2 чорний слон · a1 чорний ферзь · g1 чорний кінь | 7 |
| 6 | b8 білий ферзь · d8 білий кінь · e7 чорний слон · f7 чорний пішак · a6 білий король · d6 біла тура · f6 чорний пішак · a5 чорний пішак · c5 чорний пішак · e5 чорна тура · f5 чорний король · g5 білий пішак · h5 білий слон · c4 чорний пішак · e4 чорний пішак · f4 білий слон · a3 чорна тура · c3 білий кінь · f3 білий пішак · g3 білий пішак · c2 чорний слон · a1 чорний ферзь · g1 чорний кінь | b8 білий ферзь · d8 білий кінь · e7 чорний слон · f7 чорний пішак · a6 білий король · d6 біла тура · f6 чорний пішак · a5 чорний пішак · c5 чорний пішак · e5 чорна тура · f5 чорний король · g5 білий пішак · h5 білий слон · c4 чорний пішак · e4 чорний пішак · f4 білий слон · a3 чорна тура · c3 білий кінь · f3 білий пішак · g3 білий пішак · c2 чорний слон · a1 чорний ферзь · g1 чорний кінь | b8 білий ферзь · d8 білий кінь · e7 чорний слон · f7 чорний пішак · a6 білий король · d6 біла тура · f6 чорний пішак · a5 чорний пішак · c5 чорний пішак · e5 чорна тура · f5 чорний король · g5 білий пішак · h5 білий слон · c4 чорний пішак · e4 чорний пішак · f4 білий слон · a3 чорна тура · c3 білий кінь · f3 білий пішак · g3 білий пішак · c2 чорний слон · a1 чорний ферзь · g1 чорний кінь | b8 білий ферзь · d8 білий кінь · e7 чорний слон · f7 чорний пішак · a6 білий король · d6 біла тура · f6 чорний пішак · a5 чорний пішак · c5 чорний пішак · e5 чорна тура · f5 чорний король · g5 білий пішак · h5 білий слон · c4 чорний пішак · e4 чорний пішак · f4 білий слон · a3 чорна тура · c3 білий кінь · f3 білий пішак · g3 білий пішак · c2 чорний слон · a1 чорний ферзь · g1 чорний кінь | b8 білий ферзь · d8 білий кінь · e7 чорний слон · f7 чорний пішак · a6 білий король · d6 біла тура · f6 чорний пішак · a5 чорний пішак · c5 чорний пішак · e5 чорна тура · f5 чорний король · g5 білий пішак · h5 білий слон · c4 чорний пішак · e4 чорний пішак · f4 білий слон · a3 чорна тура · c3 білий кінь · f3 білий пішак · g3 білий пішак · c2 чорний слон · a1 чорний ферзь · g1 чорний кінь | b8 білий ферзь · d8 білий кінь · e7 чорний слон · f7 чорний пішак · a6 білий король · d6 біла тура · f6 чорний пішак · a5 чорний пішак · c5 чорний пішак · e5 чорна тура · f5 чорний король · g5 білий пішак · h5 білий слон · c4 чорний пішак · e4 чорний пішак · f4 білий слон · a3 чорна тура · c3 білий кінь · f3 білий пішак · g3 білий пішак · c2 чорний слон · a1 чорний ферзь · g1 чорний кінь | b8 білий ферзь · d8 білий кінь · e7 чорний слон · f7 чорний пішак · a6 білий король · d6 біла тура · f6 чорний пішак · a5 чорний пішак · c5 чорний пішак · e5 чорна тура · f5 чорний король · g5 білий пішак · h5 білий слон · c4 чорний пішак · e4 чорний пішак · f4 білий слон · a3 чорна тура · c3 білий кінь · f3 білий пішак · g3 білий пішак · c2 чорний слон · a1 чорний ферзь · g1 чорний кінь | b8 білий ферзь · d8 білий кінь · e7 чорний слон · f7 чорний пішак · a6 білий король · d6 біла тура · f6 чорний пішак · a5 чорний пішак · c5 чорний пішак · e5 чорна тура · f5 чорний король · g5 білий пішак · h5 білий слон · c4 чорний пішак · e4 чорний пішак · f4 білий слон · a3 чорна тура · c3 білий кінь · f3 білий пішак · g3 білий пішак · c2 чорний слон · a1 чорний ферзь · g1 чорний кінь | 6 |
| 5 | b8 білий ферзь · d8 білий кінь · e7 чорний слон · f7 чорний пішак · a6 білий король · d6 біла тура · f6 чорний пішак · a5 чорний пішак · c5 чорний пішак · e5 чорна тура · f5 чорний король · g5 білий пішак · h5 білий слон · c4 чорний пішак · e4 чорний пішак · f4 білий слон · a3 чорна тура · c3 білий кінь · f3 білий пішак · g3 білий пішак · c2 чорний слон · a1 чорний ферзь · g1 чорний кінь | b8 білий ферзь · d8 білий кінь · e7 чорний слон · f7 чорний пішак · a6 білий король · d6 біла тура · f6 чорний пішак · a5 чорний пішак · c5 чорний пішак · e5 чорна тура · f5 чорний король · g5 білий пішак · h5 білий слон · c4 чорний пішак · e4 чорний пішак · f4 білий слон · a3 чорна тура · c3 білий кінь · f3 білий пішак · g3 білий пішак · c2 чорний слон · a1 чорний ферзь · g1 чорний кінь | b8 білий ферзь · d8 білий кінь · e7 чорний слон · f7 чорний пішак · a6 білий король · d6 біла тура · f6 чорний пішак · a5 чорний пішак · c5 чорний пішак · e5 чорна тура · f5 чорний король · g5 білий пішак · h5 білий слон · c4 чорний пішак · e4 чорний пішак · f4 білий слон · a3 чорна тура · c3 білий кінь · f3 білий пішак · g3 білий пішак · c2 чорний слон · a1 чорний ферзь · g1 чорний кінь | b8 білий ферзь · d8 білий кінь · e7 чорний слон · f7 чорний пішак · a6 білий король · d6 біла тура · f6 чорний пішак · a5 чорний пішак · c5 чорний пішак · e5 чорна тура · f5 чорний король · g5 білий пішак · h5 білий слон · c4 чорний пішак · e4 чорний пішак · f4 білий слон · a3 чорна тура · c3 білий кінь · f3 білий пішак · g3 білий пішак · c2 чорний слон · a1 чорний ферзь · g1 чорний кінь | b8 білий ферзь · d8 білий кінь · e7 чорний слон · f7 чорний пішак · a6 білий король · d6 біла тура · f6 чорний пішак · a5 чорний пішак · c5 чорний пішак · e5 чорна тура · f5 чорний король · g5 білий пішак · h5 білий слон · c4 чорний пішак · e4 чорний пішак · f4 білий слон · a3 чорна тура · c3 білий кінь · f3 білий пішак · g3 білий пішак · c2 чорний слон · a1 чорний ферзь · g1 чорний кінь | b8 білий ферзь · d8 білий кінь · e7 чорний слон · f7 чорний пішак · a6 білий король · d6 біла тура · f6 чорний пішак · a5 чорний пішак · c5 чорний пішак · e5 чорна тура · f5 чорний король · g5 білий пішак · h5 білий слон · c4 чорний пішак · e4 чорний пішак · f4 білий слон · a3 чорна тура · c3 білий кінь · f3 білий пішак · g3 білий пішак · c2 чорний слон · a1 чорний ферзь · g1 чорний кінь | b8 білий ферзь · d8 білий кінь · e7 чорний слон · f7 чорний пішак · a6 білий король · d6 біла тура · f6 чорний пішак · a5 чорний пішак · c5 чорний пішак · e5 чорна тура · f5 чорний король · g5 білий пішак · h5 білий слон · c4 чорний пішак · e4 чорний пішак · f4 білий слон · a3 чорна тура · c3 білий кінь · f3 білий пішак · g3 білий пішак · c2 чорний слон · a1 чорний ферзь · g1 чорний кінь | b8 білий ферзь · d8 білий кінь · e7 чорний слон · f7 чорний пішак · a6 білий король · d6 біла тура · f6 чорний пішак · a5 чорний пішак · c5 чорний пішак · e5 чорна тура · f5 чорний король · g5 білий пішак · h5 білий слон · c4 чорний пішак · e4 чорний пішак · f4 білий слон · a3 чорна тура · c3 білий кінь · f3 білий пішак · g3 білий пішак · c2 чорний слон · a1 чорний ферзь · g1 чорний кінь | 5 |
| 4 | b8 білий ферзь · d8 білий кінь · e7 чорний слон · f7 чорний пішак · a6 білий король · d6 біла тура · f6 чорний пішак · a5 чорний пішак · c5 чорний пішак · e5 чорна тура · f5 чорний король · g5 білий пішак · h5 білий слон · c4 чорний пішак · e4 чорний пішак · f4 білий слон · a3 чорна тура · c3 білий кінь · f3 білий пішак · g3 білий пішак · c2 чорний слон · a1 чорний ферзь · g1 чорний кінь | b8 білий ферзь · d8 білий кінь · e7 чорний слон · f7 чорний пішак · a6 білий король · d6 біла тура · f6 чорний пішак · a5 чорний пішак · c5 чорний пішак · e5 чорна тура · f5 чорний король · g5 білий пішак · h5 білий слон · c4 чорний пішак · e4 чорний пішак · f4 білий слон · a3 чорна тура · c3 білий кінь · f3 білий пішак · g3 білий пішак · c2 чорний слон · a1 чорний ферзь · g1 чорний кінь | b8 білий ферзь · d8 білий кінь · e7 чорний слон · f7 чорний пішак · a6 білий король · d6 біла тура · f6 чорний пішак · a5 чорний пішак · c5 чорний пішак · e5 чорна тура · f5 чорний король · g5 білий пішак · h5 білий слон · c4 чорний пішак · e4 чорний пішак · f4 білий слон · a3 чорна тура · c3 білий кінь · f3 білий пішак · g3 білий пішак · c2 чорний слон · a1 чорний ферзь · g1 чорний кінь | b8 білий ферзь · d8 білий кінь · e7 чорний слон · f7 чорний пішак · a6 білий король · d6 біла тура · f6 чорний пішак · a5 чорний пішак · c5 чорний пішак · e5 чорна тура · f5 чорний король · g5 білий пішак · h5 білий слон · c4 чорний пішак · e4 чорний пішак · f4 білий слон · a3 чорна тура · c3 білий кінь · f3 білий пішак · g3 білий пішак · c2 чорний слон · a1 чорний ферзь · g1 чорний кінь | b8 білий ферзь · d8 білий кінь · e7 чорний слон · f7 чорний пішак · a6 білий король · d6 біла тура · f6 чорний пішак · a5 чорний пішак · c5 чорний пішак · e5 чорна тура · f5 чорний король · g5 білий пішак · h5 білий слон · c4 чорний пішак · e4 чорний пішак · f4 білий слон · a3 чорна тура · c3 білий кінь · f3 білий пішак · g3 білий пішак · c2 чорний слон · a1 чорний ферзь · g1 чорний кінь | b8 білий ферзь · d8 білий кінь · e7 чорний слон · f7 чорний пішак · a6 білий король · d6 біла тура · f6 чорний пішак · a5 чорний пішак · c5 чорний пішак · e5 чорна тура · f5 чорний король · g5 білий пішак · h5 білий слон · c4 чорний пішак · e4 чорний пішак · f4 білий слон · a3 чорна тура · c3 білий кінь · f3 білий пішак · g3 білий пішак · c2 чорний слон · a1 чорний ферзь · g1 чорний кінь | b8 білий ферзь · d8 білий кінь · e7 чорний слон · f7 чорний пішак · a6 білий король · d6 біла тура · f6 чорний пішак · a5 чорний пішак · c5 чорний пішак · e5 чорна тура · f5 чорний король · g5 білий пішак · h5 білий слон · c4 чорний пішак · e4 чорний пішак · f4 білий слон · a3 чорна тура · c3 білий кінь · f3 білий пішак · g3 білий пішак · c2 чорний слон · a1 чорний ферзь · g1 чорний кінь | b8 білий ферзь · d8 білий кінь · e7 чорний слон · f7 чорний пішак · a6 білий король · d6 біла тура · f6 чорний пішак · a5 чорний пішак · c5 чорний пішак · e5 чорна тура · f5 чорний король · g5 білий пішак · h5 білий слон · c4 чорний пішак · e4 чорний пішак · f4 білий слон · a3 чорна тура · c3 білий кінь · f3 білий пішак · g3 білий пішак · c2 чорний слон · a1 чорний ферзь · g1 чорний кінь | 4 |
| 3 | b8 білий ферзь · d8 білий кінь · e7 чорний слон · f7 чорний пішак · a6 білий король · d6 біла тура · f6 чорний пішак · a5 чорний пішак · c5 чорний пішак · e5 чорна тура · f5 чорний король · g5 білий пішак · h5 білий слон · c4 чорний пішак · e4 чорний пішак · f4 білий слон · a3 чорна тура · c3 білий кінь · f3 білий пішак · g3 білий пішак · c2 чорний слон · a1 чорний ферзь · g1 чорний кінь | b8 білий ферзь · d8 білий кінь · e7 чорний слон · f7 чорний пішак · a6 білий король · d6 біла тура · f6 чорний пішак · a5 чорний пішак · c5 чорний пішак · e5 чорна тура · f5 чорний король · g5 білий пішак · h5 білий слон · c4 чорний пішак · e4 чорний пішак · f4 білий слон · a3 чорна тура · c3 білий кінь · f3 білий пішак · g3 білий пішак · c2 чорний слон · a1 чорний ферзь · g1 чорний кінь | b8 білий ферзь · d8 білий кінь · e7 чорний слон · f7 чорний пішак · a6 білий король · d6 біла тура · f6 чорний пішак · a5 чорний пішак · c5 чорний пішак · e5 чорна тура · f5 чорний король · g5 білий пішак · h5 білий слон · c4 чорний пішак · e4 чорний пішак · f4 білий слон · a3 чорна тура · c3 білий кінь · f3 білий пішак · g3 білий пішак · c2 чорний слон · a1 чорний ферзь · g1 чорний кінь | b8 білий ферзь · d8 білий кінь · e7 чорний слон · f7 чорний пішак · a6 білий король · d6 біла тура · f6 чорний пішак · a5 чорний пішак · c5 чорний пішак · e5 чорна тура · f5 чорний король · g5 білий пішак · h5 білий слон · c4 чорний пішак · e4 чорний пішак · f4 білий слон · a3 чорна тура · c3 білий кінь · f3 білий пішак · g3 білий пішак · c2 чорний слон · a1 чорний ферзь · g1 чорний кінь | b8 білий ферзь · d8 білий кінь · e7 чорний слон · f7 чорний пішак · a6 білий король · d6 біла тура · f6 чорний пішак · a5 чорний пішак · c5 чорний пішак · e5 чорна тура · f5 чорний король · g5 білий пішак · h5 білий слон · c4 чорний пішак · e4 чорний пішак · f4 білий слон · a3 чорна тура · c3 білий кінь · f3 білий пішак · g3 білий пішак · c2 чорний слон · a1 чорний ферзь · g1 чорний кінь | b8 білий ферзь · d8 білий кінь · e7 чорний слон · f7 чорний пішак · a6 білий король · d6 біла тура · f6 чорний пішак · a5 чорний пішак · c5 чорний пішак · e5 чорна тура · f5 чорний король · g5 білий пішак · h5 білий слон · c4 чорний пішак · e4 чорний пішак · f4 білий слон · a3 чорна тура · c3 білий кінь · f3 білий пішак · g3 білий пішак · c2 чорний слон · a1 чорний ферзь · g1 чорний кінь | b8 білий ферзь · d8 білий кінь · e7 чорний слон · f7 чорний пішак · a6 білий король · d6 біла тура · f6 чорний пішак · a5 чорний пішак · c5 чорний пішак · e5 чорна тура · f5 чорний король · g5 білий пішак · h5 білий слон · c4 чорний пішак · e4 чорний пішак · f4 білий слон · a3 чорна тура · c3 білий кінь · f3 білий пішак · g3 білий пішак · c2 чорний слон · a1 чорний ферзь · g1 чорний кінь | b8 білий ферзь · d8 білий кінь · e7 чорний слон · f7 чорний пішак · a6 білий король · d6 біла тура · f6 чорний пішак · a5 чорний пішак · c5 чорний пішак · e5 чорна тура · f5 чорний король · g5 білий пішак · h5 білий слон · c4 чорний пішак · e4 чорний пішак · f4 білий слон · a3 чорна тура · c3 білий кінь · f3 білий пішак · g3 білий пішак · c2 чорний слон · a1 чорний ферзь · g1 чорний кінь | 3 |
| 2 | b8 білий ферзь · d8 білий кінь · e7 чорний слон · f7 чорний пішак · a6 білий король · d6 біла тура · f6 чорний пішак · a5 чорний пішак · c5 чорний пішак · e5 чорна тура · f5 чорний король · g5 білий пішак · h5 білий слон · c4 чорний пішак · e4 чорний пішак · f4 білий слон · a3 чорна тура · c3 білий кінь · f3 білий пішак · g3 білий пішак · c2 чорний слон · a1 чорний ферзь · g1 чорний кінь | b8 білий ферзь · d8 білий кінь · e7 чорний слон · f7 чорний пішак · a6 білий король · d6 біла тура · f6 чорний пішак · a5 чорний пішак · c5 чорний пішак · e5 чорна тура · f5 чорний король · g5 білий пішак · h5 білий слон · c4 чорний пішак · e4 чорний пішак · f4 білий слон · a3 чорна тура · c3 білий кінь · f3 білий пішак · g3 білий пішак · c2 чорний слон · a1 чорний ферзь · g1 чорний кінь | b8 білий ферзь · d8 білий кінь · e7 чорний слон · f7 чорний пішак · a6 білий король · d6 біла тура · f6 чорний пішак · a5 чорний пішак · c5 чорний пішак · e5 чорна тура · f5 чорний король · g5 білий пішак · h5 білий слон · c4 чорний пішак · e4 чорний пішак · f4 білий слон · a3 чорна тура · c3 білий кінь · f3 білий пішак · g3 білий пішак · c2 чорний слон · a1 чорний ферзь · g1 чорний кінь | b8 білий ферзь · d8 білий кінь · e7 чорний слон · f7 чорний пішак · a6 білий король · d6 біла тура · f6 чорний пішак · a5 чорний пішак · c5 чорний пішак · e5 чорна тура · f5 чорний король · g5 білий пішак · h5 білий слон · c4 чорний пішак · e4 чорний пішак · f4 білий слон · a3 чорна тура · c3 білий кінь · f3 білий пішак · g3 білий пішак · c2 чорний слон · a1 чорний ферзь · g1 чорний кінь | b8 білий ферзь · d8 білий кінь · e7 чорний слон · f7 чорний пішак · a6 білий король · d6 біла тура · f6 чорний пішак · a5 чорний пішак · c5 чорний пішак · e5 чорна тура · f5 чорний король · g5 білий пішак · h5 білий слон · c4 чорний пішак · e4 чорний пішак · f4 білий слон · a3 чорна тура · c3 білий кінь · f3 білий пішак · g3 білий пішак · c2 чорний слон · a1 чорний ферзь · g1 чорний кінь | b8 білий ферзь · d8 білий кінь · e7 чорний слон · f7 чорний пішак · a6 білий король · d6 біла тура · f6 чорний пішак · a5 чорний пішак · c5 чорний пішак · e5 чорна тура · f5 чорний король · g5 білий пішак · h5 білий слон · c4 чорний пішак · e4 чорний пішак · f4 білий слон · a3 чорна тура · c3 білий кінь · f3 білий пішак · g3 білий пішак · c2 чорний слон · a1 чорний ферзь · g1 чорний кінь | b8 білий ферзь · d8 білий кінь · e7 чорний слон · f7 чорний пішак · a6 білий король · d6 біла тура · f6 чорний пішак · a5 чорний пішак · c5 чорний пішак · e5 чорна тура · f5 чорний король · g5 білий пішак · h5 білий слон · c4 чорний пішак · e4 чорний пішак · f4 білий слон · a3 чорна тура · c3 білий кінь · f3 білий пішак · g3 білий пішак · c2 чорний слон · a1 чорний ферзь · g1 чорний кінь | b8 білий ферзь · d8 білий кінь · e7 чорний слон · f7 чорний пішак · a6 білий король · d6 біла тура · f6 чорний пішак · a5 чорний пішак · c5 чорний пішак · e5 чорна тура · f5 чорний король · g5 білий пішак · h5 білий слон · c4 чорний пішак · e4 чорний пішак · f4 білий слон · a3 чорна тура · c3 білий кінь · f3 білий пішак · g3 білий пішак · c2 чорний слон · a1 чорний ферзь · g1 чорний кінь | 2 |
| 1 | b8 білий ферзь · d8 білий кінь · e7 чорний слон · f7 чорний пішак · a6 білий король · d6 біла тура · f6 чорний пішак · a5 чорний пішак · c5 чорний пішак · e5 чорна тура · f5 чорний король · g5 білий пішак · h5 білий слон · c4 чорний пішак · e4 чорний пішак · f4 білий слон · a3 чорна тура · c3 білий кінь · f3 білий пішак · g3 білий пішак · c2 чорний слон · a1 чорний ферзь · g1 чорний кінь | b8 білий ферзь · d8 білий кінь · e7 чорний слон · f7 чорний пішак · a6 білий король · d6 біла тура · f6 чорний пішак · a5 чорний пішак · c5 чорний пішак · e5 чорна тура · f5 чорний король · g5 білий пішак · h5 білий слон · c4 чорний пішак · e4 чорний пішак · f4 білий слон · a3 чорна тура · c3 білий кінь · f3 білий пішак · g3 білий пішак · c2 чорний слон · a1 чорний ферзь · g1 чорний кінь | b8 білий ферзь · d8 білий кінь · e7 чорний слон · f7 чорний пішак · a6 білий король · d6 біла тура · f6 чорний пішак · a5 чорний пішак · c5 чорний пішак · e5 чорна тура · f5 чорний король · g5 білий пішак · h5 білий слон · c4 чорний пішак · e4 чорний пішак · f4 білий слон · a3 чорна тура · c3 білий кінь · f3 білий пішак · g3 білий пішак · c2 чорний слон · a1 чорний ферзь · g1 чорний кінь | b8 білий ферзь · d8 білий кінь · e7 чорний слон · f7 чорний пішак · a6 білий король · d6 біла тура · f6 чорний пішак · a5 чорний пішак · c5 чорний пішак · e5 чорна тура · f5 чорний король · g5 білий пішак · h5 білий слон · c4 чорний пішак · e4 чорний пішак · f4 білий слон · a3 чорна тура · c3 білий кінь · f3 білий пішак · g3 білий пішак · c2 чорний слон · a1 чорний ферзь · g1 чорний кінь | b8 білий ферзь · d8 білий кінь · e7 чорний слон · f7 чорний пішак · a6 білий король · d6 біла тура · f6 чорний пішак · a5 чорний пішак · c5 чорний пішак · e5 чорна тура · f5 чорний король · g5 білий пішак · h5 білий слон · c4 чорний пішак · e4 чорний пішак · f4 білий слон · a3 чорна тура · c3 білий кінь · f3 білий пішак · g3 білий пішак · c2 чорний слон · a1 чорний ферзь · g1 чорний кінь | b8 білий ферзь · d8 білий кінь · e7 чорний слон · f7 чорний пішак · a6 білий король · d6 біла тура · f6 чорний пішак · a5 чорний пішак · c5 чорний пішак · e5 чорна тура · f5 чорний король · g5 білий пішак · h5 білий слон · c4 чорний пішак · e4 чорний пішак · f4 білий слон · a3 чорна тура · c3 білий кінь · f3 білий пішак · g3 білий пішак · c2 чорний слон · a1 чорний ферзь · g1 чорний кінь | b8 білий ферзь · d8 білий кінь · e7 чорний слон · f7 чорний пішак · a6 білий король · d6 біла тура · f6 чорний пішак · a5 чорний пішак · c5 чорний пішак · e5 чорна тура · f5 чорний король · g5 білий пішак · h5 білий слон · c4 чорний пішак · e4 чорний пішак · f4 білий слон · a3 чорна тура · c3 білий кінь · f3 білий пішак · g3 білий пішак · c2 чорний слон · a1 чорний ферзь · g1 чорний кінь | b8 білий ферзь · d8 білий кінь · e7 чорний слон · f7 чорний пішак · a6 білий король · d6 біла тура · f6 чорний пішак · a5 чорний пішак · c5 чорний пішак · e5 чорна тура · f5 чорний король · g5 білий пішак · h5 білий слон · c4 чорний пішак · e4 чорний пішак · f4 білий слон · a3 чорна тура · c3 білий кінь · f3 білий пішак · g3 білий пішак · c2 чорний слон · a1 чорний ферзь · g1 чорний кінь | 1 |
|   | a | b | c | d | e | f | g | h |   |

    1. ... fg5 2. Lg4#
1. Le3? ~ 2. g4# (A)
1. ... Td5 (a) 2. T:d5# (B), 1. ... Te6!
    1. Sd5? ~ 2. g4# (A)
    1. ... T:d5 (a) 2. Dc8# (C), 1. ... ef3!
1. Td5! (B) ~ 2. Dc8# (C)
1. ... T:d5 (a) 2. g4# (A)
- — - — - — -
1. ... fg5  2. D:e5#
1. ... La4 2. fe4#
Додатково в ілюзорній грі та в дійсному рішенні на хід чорних 1. ... fg5 проходить переміна мату.

## Синтез з іншими темами
За рахунок додаткових варіантів у фазах комбінацію Дячука можна виразити в гармонічному синтезі з іншими темами.
|   | a | b | c | d | e | f | g | h |   |
| 8 | a8 білий ферзь · b8 білий кінь · e8 чорний кінь · h8 білий слон · d7 чорний кінь · e6 чорний пішак · e5 чорний пішак · f5 чорний пішак · b4 білий пішак · d4 чорний король · e4 чорна тура · g4 чорний пішак · a3 чорний пішак · b3 білий пішак · e3 чорний пішак · f3 біла тура · a2 чорна тура · c2 білий пішак · e2 білий пішак · f2 білий пішак · a1 чорний слон · b1 чорний слон · d1 білий кінь · f1 білий король · h1 білий слон | a8 білий ферзь · b8 білий кінь · e8 чорний кінь · h8 білий слон · d7 чорний кінь · e6 чорний пішак · e5 чорний пішак · f5 чорний пішак · b4 білий пішак · d4 чорний король · e4 чорна тура · g4 чорний пішак · a3 чорний пішак · b3 білий пішак · e3 чорний пішак · f3 біла тура · a2 чорна тура · c2 білий пішак · e2 білий пішак · f2 білий пішак · a1 чорний слон · b1 чорний слон · d1 білий кінь · f1 білий король · h1 білий слон | a8 білий ферзь · b8 білий кінь · e8 чорний кінь · h8 білий слон · d7 чорний кінь · e6 чорний пішак · e5 чорний пішак · f5 чорний пішак · b4 білий пішак · d4 чорний король · e4 чорна тура · g4 чорний пішак · a3 чорний пішак · b3 білий пішак · e3 чорний пішак · f3 біла тура · a2 чорна тура · c2 білий пішак · e2 білий пішак · f2 білий пішак · a1 чорний слон · b1 чорний слон · d1 білий кінь · f1 білий король · h1 білий слон | a8 білий ферзь · b8 білий кінь · e8 чорний кінь · h8 білий слон · d7 чорний кінь · e6 чорний пішак · e5 чорний пішак · f5 чорний пішак · b4 білий пішак · d4 чорний король · e4 чорна тура · g4 чорний пішак · a3 чорний пішак · b3 білий пішак · e3 чорний пішак · f3 біла тура · a2 чорна тура · c2 білий пішак · e2 білий пішак · f2 білий пішак · a1 чорний слон · b1 чорний слон · d1 білий кінь · f1 білий король · h1 білий слон | a8 білий ферзь · b8 білий кінь · e8 чорний кінь · h8 білий слон · d7 чорний кінь · e6 чорний пішак · e5 чорний пішак · f5 чорний пішак · b4 білий пішак · d4 чорний король · e4 чорна тура · g4 чорний пішак · a3 чорний пішак · b3 білий пішак · e3 чорний пішак · f3 біла тура · a2 чорна тура · c2 білий пішак · e2 білий пішак · f2 білий пішак · a1 чорний слон · b1 чорний слон · d1 білий кінь · f1 білий король · h1 білий слон | a8 білий ферзь · b8 білий кінь · e8 чорний кінь · h8 білий слон · d7 чорний кінь · e6 чорний пішак · e5 чорний пішак · f5 чорний пішак · b4 білий пішак · d4 чорний король · e4 чорна тура · g4 чорний пішак · a3 чорний пішак · b3 білий пішак · e3 чорний пішак · f3 біла тура · a2 чорна тура · c2 білий пішак · e2 білий пішак · f2 білий пішак · a1 чорний слон · b1 чорний слон · d1 білий кінь · f1 білий король · h1 білий слон | a8 білий ферзь · b8 білий кінь · e8 чорний кінь · h8 білий слон · d7 чорний кінь · e6 чорний пішак · e5 чорний пішак · f5 чорний пішак · b4 білий пішак · d4 чорний король · e4 чорна тура · g4 чорний пішак · a3 чорний пішак · b3 білий пішак · e3 чорний пішак · f3 біла тура · a2 чорна тура · c2 білий пішак · e2 білий пішак · f2 білий пішак · a1 чорний слон · b1 чорний слон · d1 білий кінь · f1 білий король · h1 білий слон | a8 білий ферзь · b8 білий кінь · e8 чорний кінь · h8 білий слон · d7 чорний кінь · e6 чорний пішак · e5 чорний пішак · f5 чорний пішак · b4 білий пішак · d4 чорний король · e4 чорна тура · g4 чорний пішак · a3 чорний пішак · b3 білий пішак · e3 чорний пішак · f3 біла тура · a2 чорна тура · c2 білий пішак · e2 білий пішак · f2 білий пішак · a1 чорний слон · b1 чорний слон · d1 білий кінь · f1 білий король · h1 білий слон | 8 |
| 7 | a8 білий ферзь · b8 білий кінь · e8 чорний кінь · h8 білий слон · d7 чорний кінь · e6 чорний пішак · e5 чорний пішак · f5 чорний пішак · b4 білий пішак · d4 чорний король · e4 чорна тура · g4 чорний пішак · a3 чорний пішак · b3 білий пішак · e3 чорний пішак · f3 біла тура · a2 чорна тура · c2 білий пішак · e2 білий пішак · f2 білий пішак · a1 чорний слон · b1 чорний слон · d1 білий кінь · f1 білий король · h1 білий слон | a8 білий ферзь · b8 білий кінь · e8 чорний кінь · h8 білий слон · d7 чорний кінь · e6 чорний пішак · e5 чорний пішак · f5 чорний пішак · b4 білий пішак · d4 чорний король · e4 чорна тура · g4 чорний пішак · a3 чорний пішак · b3 білий пішак · e3 чорний пішак · f3 біла тура · a2 чорна тура · c2 білий пішак · e2 білий пішак · f2 білий пішак · a1 чорний слон · b1 чорний слон · d1 білий кінь · f1 білий король · h1 білий слон | a8 білий ферзь · b8 білий кінь · e8 чорний кінь · h8 білий слон · d7 чорний кінь · e6 чорний пішак · e5 чорний пішак · f5 чорний пішак · b4 білий пішак · d4 чорний король · e4 чорна тура · g4 чорний пішак · a3 чорний пішак · b3 білий пішак · e3 чорний пішак · f3 біла тура · a2 чорна тура · c2 білий пішак · e2 білий пішак · f2 білий пішак · a1 чорний слон · b1 чорний слон · d1 білий кінь · f1 білий король · h1 білий слон | a8 білий ферзь · b8 білий кінь · e8 чорний кінь · h8 білий слон · d7 чорний кінь · e6 чорний пішак · e5 чорний пішак · f5 чорний пішак · b4 білий пішак · d4 чорний король · e4 чорна тура · g4 чорний пішак · a3 чорний пішак · b3 білий пішак · e3 чорний пішак · f3 біла тура · a2 чорна тура · c2 білий пішак · e2 білий пішак · f2 білий пішак · a1 чорний слон · b1 чорний слон · d1 білий кінь · f1 білий король · h1 білий слон | a8 білий ферзь · b8 білий кінь · e8 чорний кінь · h8 білий слон · d7 чорний кінь · e6 чорний пішак · e5 чорний пішак · f5 чорний пішак · b4 білий пішак · d4 чорний король · e4 чорна тура · g4 чорний пішак · a3 чорний пішак · b3 білий пішак · e3 чорний пішак · f3 біла тура · a2 чорна тура · c2 білий пішак · e2 білий пішак · f2 білий пішак · a1 чорний слон · b1 чорний слон · d1 білий кінь · f1 білий король · h1 білий слон | a8 білий ферзь · b8 білий кінь · e8 чорний кінь · h8 білий слон · d7 чорний кінь · e6 чорний пішак · e5 чорний пішак · f5 чорний пішак · b4 білий пішак · d4 чорний король · e4 чорна тура · g4 чорний пішак · a3 чорний пішак · b3 білий пішак · e3 чорний пішак · f3 біла тура · a2 чорна тура · c2 білий пішак · e2 білий пішак · f2 білий пішак · a1 чорний слон · b1 чорний слон · d1 білий кінь · f1 білий король · h1 білий слон | a8 білий ферзь · b8 білий кінь · e8 чорний кінь · h8 білий слон · d7 чорний кінь · e6 чорний пішак · e5 чорний пішак · f5 чорний пішак · b4 білий пішак · d4 чорний король · e4 чорна тура · g4 чорний пішак · a3 чорний пішак · b3 білий пішак · e3 чорний пішак · f3 біла тура · a2 чорна тура · c2 білий пішак · e2 білий пішак · f2 білий пішак · a1 чорний слон · b1 чорний слон · d1 білий кінь · f1 білий король · h1 білий слон | a8 білий ферзь · b8 білий кінь · e8 чорний кінь · h8 білий слон · d7 чорний кінь · e6 чорний пішак · e5 чорний пішак · f5 чорний пішак · b4 білий пішак · d4 чорний король · e4 чорна тура · g4 чорний пішак · a3 чорний пішак · b3 білий пішак · e3 чорний пішак · f3 біла тура · a2 чорна тура · c2 білий пішак · e2 білий пішак · f2 білий пішак · a1 чорний слон · b1 чорний слон · d1 білий кінь · f1 білий король · h1 білий слон | 7 |
| 6 | a8 білий ферзь · b8 білий кінь · e8 чорний кінь · h8 білий слон · d7 чорний кінь · e6 чорний пішак · e5 чорний пішак · f5 чорний пішак · b4 білий пішак · d4 чорний король · e4 чорна тура · g4 чорний пішак · a3 чорний пішак · b3 білий пішак · e3 чорний пішак · f3 біла тура · a2 чорна тура · c2 білий пішак · e2 білий пішак · f2 білий пішак · a1 чорний слон · b1 чорний слон · d1 білий кінь · f1 білий король · h1 білий слон | a8 білий ферзь · b8 білий кінь · e8 чорний кінь · h8 білий слон · d7 чорний кінь · e6 чорний пішак · e5 чорний пішак · f5 чорний пішак · b4 білий пішак · d4 чорний король · e4 чорна тура · g4 чорний пішак · a3 чорний пішак · b3 білий пішак · e3 чорний пішак · f3 біла тура · a2 чорна тура · c2 білий пішак · e2 білий пішак · f2 білий пішак · a1 чорний слон · b1 чорний слон · d1 білий кінь · f1 білий король · h1 білий слон | a8 білий ферзь · b8 білий кінь · e8 чорний кінь · h8 білий слон · d7 чорний кінь · e6 чорний пішак · e5 чорний пішак · f5 чорний пішак · b4 білий пішак · d4 чорний король · e4 чорна тура · g4 чорний пішак · a3 чорний пішак · b3 білий пішак · e3 чорний пішак · f3 біла тура · a2 чорна тура · c2 білий пішак · e2 білий пішак · f2 білий пішак · a1 чорний слон · b1 чорний слон · d1 білий кінь · f1 білий король · h1 білий слон | a8 білий ферзь · b8 білий кінь · e8 чорний кінь · h8 білий слон · d7 чорний кінь · e6 чорний пішак · e5 чорний пішак · f5 чорний пішак · b4 білий пішак · d4 чорний король · e4 чорна тура · g4 чорний пішак · a3 чорний пішак · b3 білий пішак · e3 чорний пішак · f3 біла тура · a2 чорна тура · c2 білий пішак · e2 білий пішак · f2 білий пішак · a1 чорний слон · b1 чорний слон · d1 білий кінь · f1 білий король · h1 білий слон | a8 білий ферзь · b8 білий кінь · e8 чорний кінь · h8 білий слон · d7 чорний кінь · e6 чорний пішак · e5 чорний пішак · f5 чорний пішак · b4 білий пішак · d4 чорний король · e4 чорна тура · g4 чорний пішак · a3 чорний пішак · b3 білий пішак · e3 чорний пішак · f3 біла тура · a2 чорна тура · c2 білий пішак · e2 білий пішак · f2 білий пішак · a1 чорний слон · b1 чорний слон · d1 білий кінь · f1 білий король · h1 білий слон | a8 білий ферзь · b8 білий кінь · e8 чорний кінь · h8 білий слон · d7 чорний кінь · e6 чорний пішак · e5 чорний пішак · f5 чорний пішак · b4 білий пішак · d4 чорний король · e4 чорна тура · g4 чорний пішак · a3 чорний пішак · b3 білий пішак · e3 чорний пішак · f3 біла тура · a2 чорна тура · c2 білий пішак · e2 білий пішак · f2 білий пішак · a1 чорний слон · b1 чорний слон · d1 білий кінь · f1 білий король · h1 білий слон | a8 білий ферзь · b8 білий кінь · e8 чорний кінь · h8 білий слон · d7 чорний кінь · e6 чорний пішак · e5 чорний пішак · f5 чорний пішак · b4 білий пішак · d4 чорний король · e4 чорна тура · g4 чорний пішак · a3 чорний пішак · b3 білий пішак · e3 чорний пішак · f3 біла тура · a2 чорна тура · c2 білий пішак · e2 білий пішак · f2 білий пішак · a1 чорний слон · b1 чорний слон · d1 білий кінь · f1 білий король · h1 білий слон | a8 білий ферзь · b8 білий кінь · e8 чорний кінь · h8 білий слон · d7 чорний кінь · e6 чорний пішак · e5 чорний пішак · f5 чорний пішак · b4 білий пішак · d4 чорний король · e4 чорна тура · g4 чорний пішак · a3 чорний пішак · b3 білий пішак · e3 чорний пішак · f3 біла тура · a2 чорна тура · c2 білий пішак · e2 білий пішак · f2 білий пішак · a1 чорний слон · b1 чорний слон · d1 білий кінь · f1 білий король · h1 білий слон | 6 |
| 5 | a8 білий ферзь · b8 білий кінь · e8 чорний кінь · h8 білий слон · d7 чорний кінь · e6 чорний пішак · e5 чорний пішак · f5 чорний пішак · b4 білий пішак · d4 чорний король · e4 чорна тура · g4 чорний пішак · a3 чорний пішак · b3 білий пішак · e3 чорний пішак · f3 біла тура · a2 чорна тура · c2 білий пішак · e2 білий пішак · f2 білий пішак · a1 чорний слон · b1 чорний слон · d1 білий кінь · f1 білий король · h1 білий слон | a8 білий ферзь · b8 білий кінь · e8 чорний кінь · h8 білий слон · d7 чорний кінь · e6 чорний пішак · e5 чорний пішак · f5 чорний пішак · b4 білий пішак · d4 чорний король · e4 чорна тура · g4 чорний пішак · a3 чорний пішак · b3 білий пішак · e3 чорний пішак · f3 біла тура · a2 чорна тура · c2 білий пішак · e2 білий пішак · f2 білий пішак · a1 чорний слон · b1 чорний слон · d1 білий кінь · f1 білий король · h1 білий слон | a8 білий ферзь · b8 білий кінь · e8 чорний кінь · h8 білий слон · d7 чорний кінь · e6 чорний пішак · e5 чорний пішак · f5 чорний пішак · b4 білий пішак · d4 чорний король · e4 чорна тура · g4 чорний пішак · a3 чорний пішак · b3 білий пішак · e3 чорний пішак · f3 біла тура · a2 чорна тура · c2 білий пішак · e2 білий пішак · f2 білий пішак · a1 чорний слон · b1 чорний слон · d1 білий кінь · f1 білий король · h1 білий слон | a8 білий ферзь · b8 білий кінь · e8 чорний кінь · h8 білий слон · d7 чорний кінь · e6 чорний пішак · e5 чорний пішак · f5 чорний пішак · b4 білий пішак · d4 чорний король · e4 чорна тура · g4 чорний пішак · a3 чорний пішак · b3 білий пішак · e3 чорний пішак · f3 біла тура · a2 чорна тура · c2 білий пішак · e2 білий пішак · f2 білий пішак · a1 чорний слон · b1 чорний слон · d1 білий кінь · f1 білий король · h1 білий слон | a8 білий ферзь · b8 білий кінь · e8 чорний кінь · h8 білий слон · d7 чорний кінь · e6 чорний пішак · e5 чорний пішак · f5 чорний пішак · b4 білий пішак · d4 чорний король · e4 чорна тура · g4 чорний пішак · a3 чорний пішак · b3 білий пішак · e3 чорний пішак · f3 біла тура · a2 чорна тура · c2 білий пішак · e2 білий пішак · f2 білий пішак · a1 чорний слон · b1 чорний слон · d1 білий кінь · f1 білий король · h1 білий слон | a8 білий ферзь · b8 білий кінь · e8 чорний кінь · h8 білий слон · d7 чорний кінь · e6 чорний пішак · e5 чорний пішак · f5 чорний пішак · b4 білий пішак · d4 чорний король · e4 чорна тура · g4 чорний пішак · a3 чорний пішак · b3 білий пішак · e3 чорний пішак · f3 біла тура · a2 чорна тура · c2 білий пішак · e2 білий пішак · f2 білий пішак · a1 чорний слон · b1 чорний слон · d1 білий кінь · f1 білий король · h1 білий слон | a8 білий ферзь · b8 білий кінь · e8 чорний кінь · h8 білий слон · d7 чорний кінь · e6 чорний пішак · e5 чорний пішак · f5 чорний пішак · b4 білий пішак · d4 чорний король · e4 чорна тура · g4 чорний пішак · a3 чорний пішак · b3 білий пішак · e3 чорний пішак · f3 біла тура · a2 чорна тура · c2 білий пішак · e2 білий пішак · f2 білий пішак · a1 чорний слон · b1 чорний слон · d1 білий кінь · f1 білий король · h1 білий слон | a8 білий ферзь · b8 білий кінь · e8 чорний кінь · h8 білий слон · d7 чорний кінь · e6 чорний пішак · e5 чорний пішак · f5 чорний пішак · b4 білий пішак · d4 чорний король · e4 чорна тура · g4 чорний пішак · a3 чорний пішак · b3 білий пішак · e3 чорний пішак · f3 біла тура · a2 чорна тура · c2 білий пішак · e2 білий пішак · f2 білий пішак · a1 чорний слон · b1 чорний слон · d1 білий кінь · f1 білий король · h1 білий слон | 5 |
| 4 | a8 білий ферзь · b8 білий кінь · e8 чорний кінь · h8 білий слон · d7 чорний кінь · e6 чорний пішак · e5 чорний пішак · f5 чорний пішак · b4 білий пішак · d4 чорний король · e4 чорна тура · g4 чорний пішак · a3 чорний пішак · b3 білий пішак · e3 чорний пішак · f3 біла тура · a2 чорна тура · c2 білий пішак · e2 білий пішак · f2 білий пішак · a1 чорний слон · b1 чорний слон · d1 білий кінь · f1 білий король · h1 білий слон | a8 білий ферзь · b8 білий кінь · e8 чорний кінь · h8 білий слон · d7 чорний кінь · e6 чорний пішак · e5 чорний пішак · f5 чорний пішак · b4 білий пішак · d4 чорний король · e4 чорна тура · g4 чорний пішак · a3 чорний пішак · b3 білий пішак · e3 чорний пішак · f3 біла тура · a2 чорна тура · c2 білий пішак · e2 білий пішак · f2 білий пішак · a1 чорний слон · b1 чорний слон · d1 білий кінь · f1 білий король · h1 білий слон | a8 білий ферзь · b8 білий кінь · e8 чорний кінь · h8 білий слон · d7 чорний кінь · e6 чорний пішак · e5 чорний пішак · f5 чорний пішак · b4 білий пішак · d4 чорний король · e4 чорна тура · g4 чорний пішак · a3 чорний пішак · b3 білий пішак · e3 чорний пішак · f3 біла тура · a2 чорна тура · c2 білий пішак · e2 білий пішак · f2 білий пішак · a1 чорний слон · b1 чорний слон · d1 білий кінь · f1 білий король · h1 білий слон | a8 білий ферзь · b8 білий кінь · e8 чорний кінь · h8 білий слон · d7 чорний кінь · e6 чорний пішак · e5 чорний пішак · f5 чорний пішак · b4 білий пішак · d4 чорний король · e4 чорна тура · g4 чорний пішак · a3 чорний пішак · b3 білий пішак · e3 чорний пішак · f3 біла тура · a2 чорна тура · c2 білий пішак · e2 білий пішак · f2 білий пішак · a1 чорний слон · b1 чорний слон · d1 білий кінь · f1 білий король · h1 білий слон | a8 білий ферзь · b8 білий кінь · e8 чорний кінь · h8 білий слон · d7 чорний кінь · e6 чорний пішак · e5 чорний пішак · f5 чорний пішак · b4 білий пішак · d4 чорний король · e4 чорна тура · g4 чорний пішак · a3 чорний пішак · b3 білий пішак · e3 чорний пішак · f3 біла тура · a2 чорна тура · c2 білий пішак · e2 білий пішак · f2 білий пішак · a1 чорний слон · b1 чорний слон · d1 білий кінь · f1 білий король · h1 білий слон | a8 білий ферзь · b8 білий кінь · e8 чорний кінь · h8 білий слон · d7 чорний кінь · e6 чорний пішак · e5 чорний пішак · f5 чорний пішак · b4 білий пішак · d4 чорний король · e4 чорна тура · g4 чорний пішак · a3 чорний пішак · b3 білий пішак · e3 чорний пішак · f3 біла тура · a2 чорна тура · c2 білий пішак · e2 білий пішак · f2 білий пішак · a1 чорний слон · b1 чорний слон · d1 білий кінь · f1 білий король · h1 білий слон | a8 білий ферзь · b8 білий кінь · e8 чорний кінь · h8 білий слон · d7 чорний кінь · e6 чорний пішак · e5 чорний пішак · f5 чорний пішак · b4 білий пішак · d4 чорний король · e4 чорна тура · g4 чорний пішак · a3 чорний пішак · b3 білий пішак · e3 чорний пішак · f3 біла тура · a2 чорна тура · c2 білий пішак · e2 білий пішак · f2 білий пішак · a1 чорний слон · b1 чорний слон · d1 білий кінь · f1 білий король · h1 білий слон | a8 білий ферзь · b8 білий кінь · e8 чорний кінь · h8 білий слон · d7 чорний кінь · e6 чорний пішак · e5 чорний пішак · f5 чорний пішак · b4 білий пішак · d4 чорний король · e4 чорна тура · g4 чорний пішак · a3 чорний пішак · b3 білий пішак · e3 чорний пішак · f3 біла тура · a2 чорна тура · c2 білий пішак · e2 білий пішак · f2 білий пішак · a1 чорний слон · b1 чорний слон · d1 білий кінь · f1 білий король · h1 білий слон | 4 |
| 3 | a8 білий ферзь · b8 білий кінь · e8 чорний кінь · h8 білий слон · d7 чорний кінь · e6 чорний пішак · e5 чорний пішак · f5 чорний пішак · b4 білий пішак · d4 чорний король · e4 чорна тура · g4 чорний пішак · a3 чорний пішак · b3 білий пішак · e3 чорний пішак · f3 біла тура · a2 чорна тура · c2 білий пішак · e2 білий пішак · f2 білий пішак · a1 чорний слон · b1 чорний слон · d1 білий кінь · f1 білий король · h1 білий слон | a8 білий ферзь · b8 білий кінь · e8 чорний кінь · h8 білий слон · d7 чорний кінь · e6 чорний пішак · e5 чорний пішак · f5 чорний пішак · b4 білий пішак · d4 чорний король · e4 чорна тура · g4 чорний пішак · a3 чорний пішак · b3 білий пішак · e3 чорний пішак · f3 біла тура · a2 чорна тура · c2 білий пішак · e2 білий пішак · f2 білий пішак · a1 чорний слон · b1 чорний слон · d1 білий кінь · f1 білий король · h1 білий слон | a8 білий ферзь · b8 білий кінь · e8 чорний кінь · h8 білий слон · d7 чорний кінь · e6 чорний пішак · e5 чорний пішак · f5 чорний пішак · b4 білий пішак · d4 чорний король · e4 чорна тура · g4 чорний пішак · a3 чорний пішак · b3 білий пішак · e3 чорний пішак · f3 біла тура · a2 чорна тура · c2 білий пішак · e2 білий пішак · f2 білий пішак · a1 чорний слон · b1 чорний слон · d1 білий кінь · f1 білий король · h1 білий слон | a8 білий ферзь · b8 білий кінь · e8 чорний кінь · h8 білий слон · d7 чорний кінь · e6 чорний пішак · e5 чорний пішак · f5 чорний пішак · b4 білий пішак · d4 чорний король · e4 чорна тура · g4 чорний пішак · a3 чорний пішак · b3 білий пішак · e3 чорний пішак · f3 біла тура · a2 чорна тура · c2 білий пішак · e2 білий пішак · f2 білий пішак · a1 чорний слон · b1 чорний слон · d1 білий кінь · f1 білий король · h1 білий слон | a8 білий ферзь · b8 білий кінь · e8 чорний кінь · h8 білий слон · d7 чорний кінь · e6 чорний пішак · e5 чорний пішак · f5 чорний пішак · b4 білий пішак · d4 чорний король · e4 чорна тура · g4 чорний пішак · a3 чорний пішак · b3 білий пішак · e3 чорний пішак · f3 біла тура · a2 чорна тура · c2 білий пішак · e2 білий пішак · f2 білий пішак · a1 чорний слон · b1 чорний слон · d1 білий кінь · f1 білий король · h1 білий слон | a8 білий ферзь · b8 білий кінь · e8 чорний кінь · h8 білий слон · d7 чорний кінь · e6 чорний пішак · e5 чорний пішак · f5 чорний пішак · b4 білий пішак · d4 чорний король · e4 чорна тура · g4 чорний пішак · a3 чорний пішак · b3 білий пішак · e3 чорний пішак · f3 біла тура · a2 чорна тура · c2 білий пішак · e2 білий пішак · f2 білий пішак · a1 чорний слон · b1 чорний слон · d1 білий кінь · f1 білий король · h1 білий слон | a8 білий ферзь · b8 білий кінь · e8 чорний кінь · h8 білий слон · d7 чорний кінь · e6 чорний пішак · e5 чорний пішак · f5 чорний пішак · b4 білий пішак · d4 чорний король · e4 чорна тура · g4 чорний пішак · a3 чорний пішак · b3 білий пішак · e3 чорний пішак · f3 біла тура · a2 чорна тура · c2 білий пішак · e2 білий пішак · f2 білий пішак · a1 чорний слон · b1 чорний слон · d1 білий кінь · f1 білий король · h1 білий слон | a8 білий ферзь · b8 білий кінь · e8 чорний кінь · h8 білий слон · d7 чорний кінь · e6 чорний пішак · e5 чорний пішак · f5 чорний пішак · b4 білий пішак · d4 чорний король · e4 чорна тура · g4 чорний пішак · a3 чорний пішак · b3 білий пішак · e3 чорний пішак · f3 біла тура · a2 чорна тура · c2 білий пішак · e2 білий пішак · f2 білий пішак · a1 чорний слон · b1 чорний слон · d1 білий кінь · f1 білий король · h1 білий слон | 3 |
| 2 | a8 білий ферзь · b8 білий кінь · e8 чорний кінь · h8 білий слон · d7 чорний кінь · e6 чорний пішак · e5 чорний пішак · f5 чорний пішак · b4 білий пішак · d4 чорний король · e4 чорна тура · g4 чорний пішак · a3 чорний пішак · b3 білий пішак · e3 чорний пішак · f3 біла тура · a2 чорна тура · c2 білий пішак · e2 білий пішак · f2 білий пішак · a1 чорний слон · b1 чорний слон · d1 білий кінь · f1 білий король · h1 білий слон | a8 білий ферзь · b8 білий кінь · e8 чорний кінь · h8 білий слон · d7 чорний кінь · e6 чорний пішак · e5 чорний пішак · f5 чорний пішак · b4 білий пішак · d4 чорний король · e4 чорна тура · g4 чорний пішак · a3 чорний пішак · b3 білий пішак · e3 чорний пішак · f3 біла тура · a2 чорна тура · c2 білий пішак · e2 білий пішак · f2 білий пішак · a1 чорний слон · b1 чорний слон · d1 білий кінь · f1 білий король · h1 білий слон | a8 білий ферзь · b8 білий кінь · e8 чорний кінь · h8 білий слон · d7 чорний кінь · e6 чорний пішак · e5 чорний пішак · f5 чорний пішак · b4 білий пішак · d4 чорний король · e4 чорна тура · g4 чорний пішак · a3 чорний пішак · b3 білий пішак · e3 чорний пішак · f3 біла тура · a2 чорна тура · c2 білий пішак · e2 білий пішак · f2 білий пішак · a1 чорний слон · b1 чорний слон · d1 білий кінь · f1 білий король · h1 білий слон | a8 білий ферзь · b8 білий кінь · e8 чорний кінь · h8 білий слон · d7 чорний кінь · e6 чорний пішак · e5 чорний пішак · f5 чорний пішак · b4 білий пішак · d4 чорний король · e4 чорна тура · g4 чорний пішак · a3 чорний пішак · b3 білий пішак · e3 чорний пішак · f3 біла тура · a2 чорна тура · c2 білий пішак · e2 білий пішак · f2 білий пішак · a1 чорний слон · b1 чорний слон · d1 білий кінь · f1 білий король · h1 білий слон | a8 білий ферзь · b8 білий кінь · e8 чорний кінь · h8 білий слон · d7 чорний кінь · e6 чорний пішак · e5 чорний пішак · f5 чорний пішак · b4 білий пішак · d4 чорний король · e4 чорна тура · g4 чорний пішак · a3 чорний пішак · b3 білий пішак · e3 чорний пішак · f3 біла тура · a2 чорна тура · c2 білий пішак · e2 білий пішак · f2 білий пішак · a1 чорний слон · b1 чорний слон · d1 білий кінь · f1 білий король · h1 білий слон | a8 білий ферзь · b8 білий кінь · e8 чорний кінь · h8 білий слон · d7 чорний кінь · e6 чорний пішак · e5 чорний пішак · f5 чорний пішак · b4 білий пішак · d4 чорний король · e4 чорна тура · g4 чорний пішак · a3 чорний пішак · b3 білий пішак · e3 чорний пішак · f3 біла тура · a2 чорна тура · c2 білий пішак · e2 білий пішак · f2 білий пішак · a1 чорний слон · b1 чорний слон · d1 білий кінь · f1 білий король · h1 білий слон | a8 білий ферзь · b8 білий кінь · e8 чорний кінь · h8 білий слон · d7 чорний кінь · e6 чорний пішак · e5 чорний пішак · f5 чорний пішак · b4 білий пішак · d4 чорний король · e4 чорна тура · g4 чорний пішак · a3 чорний пішак · b3 білий пішак · e3 чорний пішак · f3 біла тура · a2 чорна тура · c2 білий пішак · e2 білий пішак · f2 білий пішак · a1 чорний слон · b1 чорний слон · d1 білий кінь · f1 білий король · h1 білий слон | a8 білий ферзь · b8 білий кінь · e8 чорний кінь · h8 білий слон · d7 чорний кінь · e6 чорний пішак · e5 чорний пішак · f5 чорний пішак · b4 білий пішак · d4 чорний король · e4 чорна тура · g4 чорний пішак · a3 чорний пішак · b3 білий пішак · e3 чорний пішак · f3 біла тура · a2 чорна тура · c2 білий пішак · e2 білий пішак · f2 білий пішак · a1 чорний слон · b1 чорний слон · d1 білий кінь · f1 білий король · h1 білий слон | 2 |
| 1 | a8 білий ферзь · b8 білий кінь · e8 чорний кінь · h8 білий слон · d7 чорний кінь · e6 чорний пішак · e5 чорний пішак · f5 чорний пішак · b4 білий пішак · d4 чорний король · e4 чорна тура · g4 чорний пішак · a3 чорний пішак · b3 білий пішак · e3 чорний пішак · f3 біла тура · a2 чорна тура · c2 білий пішак · e2 білий пішак · f2 білий пішак · a1 чорний слон · b1 чорний слон · d1 білий кінь · f1 білий король · h1 білий слон | a8 білий ферзь · b8 білий кінь · e8 чорний кінь · h8 білий слон · d7 чорний кінь · e6 чорний пішак · e5 чорний пішак · f5 чорний пішак · b4 білий пішак · d4 чорний король · e4 чорна тура · g4 чорний пішак · a3 чорний пішак · b3 білий пішак · e3 чорний пішак · f3 біла тура · a2 чорна тура · c2 білий пішак · e2 білий пішак · f2 білий пішак · a1 чорний слон · b1 чорний слон · d1 білий кінь · f1 білий король · h1 білий слон | a8 білий ферзь · b8 білий кінь · e8 чорний кінь · h8 білий слон · d7 чорний кінь · e6 чорний пішак · e5 чорний пішак · f5 чорний пішак · b4 білий пішак · d4 чорний король · e4 чорна тура · g4 чорний пішак · a3 чорний пішак · b3 білий пішак · e3 чорний пішак · f3 біла тура · a2 чорна тура · c2 білий пішак · e2 білий пішак · f2 білий пішак · a1 чорний слон · b1 чорний слон · d1 білий кінь · f1 білий король · h1 білий слон | a8 білий ферзь · b8 білий кінь · e8 чорний кінь · h8 білий слон · d7 чорний кінь · e6 чорний пішак · e5 чорний пішак · f5 чорний пішак · b4 білий пішак · d4 чорний король · e4 чорна тура · g4 чорний пішак · a3 чорний пішак · b3 білий пішак · e3 чорний пішак · f3 біла тура · a2 чорна тура · c2 білий пішак · e2 білий пішак · f2 білий пішак · a1 чорний слон · b1 чорний слон · d1 білий кінь · f1 білий король · h1 білий слон | a8 білий ферзь · b8 білий кінь · e8 чорний кінь · h8 білий слон · d7 чорний кінь · e6 чорний пішак · e5 чорний пішак · f5 чорний пішак · b4 білий пішак · d4 чорний король · e4 чорна тура · g4 чорний пішак · a3 чорний пішак · b3 білий пішак · e3 чорний пішак · f3 біла тура · a2 чорна тура · c2 білий пішак · e2 білий пішак · f2 білий пішак · a1 чорний слон · b1 чорний слон · d1 білий кінь · f1 білий король · h1 білий слон | a8 білий ферзь · b8 білий кінь · e8 чорний кінь · h8 білий слон · d7 чорний кінь · e6 чорний пішак · e5 чорний пішак · f5 чорний пішак · b4 білий пішак · d4 чорний король · e4 чорна тура · g4 чорний пішак · a3 чорний пішак · b3 білий пішак · e3 чорний пішак · f3 біла тура · a2 чорна тура · c2 білий пішак · e2 білий пішак · f2 білий пішак · a1 чорний слон · b1 чорний слон · d1 білий кінь · f1 білий король · h1 білий слон | a8 білий ферзь · b8 білий кінь · e8 чорний кінь · h8 білий слон · d7 чорний кінь · e6 чорний пішак · e5 чорний пішак · f5 чорний пішак · b4 білий пішак · d4 чорний король · e4 чорна тура · g4 чорний пішак · a3 чорний пішак · b3 білий пішак · e3 чорний пішак · f3 біла тура · a2 чорна тура · c2 білий пішак · e2 білий пішак · f2 білий пішак · a1 чорний слон · b1 чорний слон · d1 білий кінь · f1 білий король · h1 білий слон | a8 білий ферзь · b8 білий кінь · e8 чорний кінь · h8 білий слон · d7 чорний кінь · e6 чорний пішак · e5 чорний пішак · f5 чорний пішак · b4 білий пішак · d4 чорний король · e4 чорна тура · g4 чорний пішак · a3 чорний пішак · b3 білий пішак · e3 чорний пішак · f3 біла тура · a2 чорна тура · c2 білий пішак · e2 білий пішак · f2 білий пішак · a1 чорний слон · b1 чорний слон · d1 білий кінь · f1 білий король · h1 білий слон | 1 |
|   | a | b | c | d | e | f | g | h |   |

    1. ... ef2 (b) 2. Td3#
1. Da5? ~ 2. Sc6# (A)
1. ... Tf4 (a) 2. T:f4# (B)
- — - — - — -
1. ... S:b8 (c) 2. Dc5#, 1... T:c2!
    1. c4? ~ 2. Sc6# (A)
    1. ... Tf4 (a) 2. fe3# (C)
    - — - — - — -
    1. ... S:b8 (c) 2. Da7#, 1... T:e2!
1. Tf4! (B) ~ 2. fe3# (C)
1. ... T:f4 (a) 2. Sc6# (A)
- — - — - — -
1. ... ef2 (b) 2. e3#
У цій задачі комбінація Дячука проходить на тлі переміни трьох матів.
|   | a | b | c | d | e | f | g | h |   |
| 8 | d8 чорний слон · g7 чорний пішак · g6 білий ферзь · d5 чорна тура · f5 чорний слон · g5 чорний пішак · c4 білий пішак · e4 чорний король · f4 чорна тура · h4 білий кінь · c3 білий пішак · d3 білий кінь · f3 чорний пішак · g3 біла тура · d2 білий пішак · f2 білий пішак · g2 білий пішак · h2 білий слон · b1 білий слон · g1 білий король | d8 чорний слон · g7 чорний пішак · g6 білий ферзь · d5 чорна тура · f5 чорний слон · g5 чорний пішак · c4 білий пішак · e4 чорний король · f4 чорна тура · h4 білий кінь · c3 білий пішак · d3 білий кінь · f3 чорний пішак · g3 біла тура · d2 білий пішак · f2 білий пішак · g2 білий пішак · h2 білий слон · b1 білий слон · g1 білий король | d8 чорний слон · g7 чорний пішак · g6 білий ферзь · d5 чорна тура · f5 чорний слон · g5 чорний пішак · c4 білий пішак · e4 чорний король · f4 чорна тура · h4 білий кінь · c3 білий пішак · d3 білий кінь · f3 чорний пішак · g3 біла тура · d2 білий пішак · f2 білий пішак · g2 білий пішак · h2 білий слон · b1 білий слон · g1 білий король | d8 чорний слон · g7 чорний пішак · g6 білий ферзь · d5 чорна тура · f5 чорний слон · g5 чорний пішак · c4 білий пішак · e4 чорний король · f4 чорна тура · h4 білий кінь · c3 білий пішак · d3 білий кінь · f3 чорний пішак · g3 біла тура · d2 білий пішак · f2 білий пішак · g2 білий пішак · h2 білий слон · b1 білий слон · g1 білий король | d8 чорний слон · g7 чорний пішак · g6 білий ферзь · d5 чорна тура · f5 чорний слон · g5 чорний пішак · c4 білий пішак · e4 чорний король · f4 чорна тура · h4 білий кінь · c3 білий пішак · d3 білий кінь · f3 чорний пішак · g3 біла тура · d2 білий пішак · f2 білий пішак · g2 білий пішак · h2 білий слон · b1 білий слон · g1 білий король | d8 чорний слон · g7 чорний пішак · g6 білий ферзь · d5 чорна тура · f5 чорний слон · g5 чорний пішак · c4 білий пішак · e4 чорний король · f4 чорна тура · h4 білий кінь · c3 білий пішак · d3 білий кінь · f3 чорний пішак · g3 біла тура · d2 білий пішак · f2 білий пішак · g2 білий пішак · h2 білий слон · b1 білий слон · g1 білий король | d8 чорний слон · g7 чорний пішак · g6 білий ферзь · d5 чорна тура · f5 чорний слон · g5 чорний пішак · c4 білий пішак · e4 чорний король · f4 чорна тура · h4 білий кінь · c3 білий пішак · d3 білий кінь · f3 чорний пішак · g3 біла тура · d2 білий пішак · f2 білий пішак · g2 білий пішак · h2 білий слон · b1 білий слон · g1 білий король | d8 чорний слон · g7 чорний пішак · g6 білий ферзь · d5 чорна тура · f5 чорний слон · g5 чорний пішак · c4 білий пішак · e4 чорний король · f4 чорна тура · h4 білий кінь · c3 білий пішак · d3 білий кінь · f3 чорний пішак · g3 біла тура · d2 білий пішак · f2 білий пішак · g2 білий пішак · h2 білий слон · b1 білий слон · g1 білий король | 8 |
| 7 | d8 чорний слон · g7 чорний пішак · g6 білий ферзь · d5 чорна тура · f5 чорний слон · g5 чорний пішак · c4 білий пішак · e4 чорний король · f4 чорна тура · h4 білий кінь · c3 білий пішак · d3 білий кінь · f3 чорний пішак · g3 біла тура · d2 білий пішак · f2 білий пішак · g2 білий пішак · h2 білий слон · b1 білий слон · g1 білий король | d8 чорний слон · g7 чорний пішак · g6 білий ферзь · d5 чорна тура · f5 чорний слон · g5 чорний пішак · c4 білий пішак · e4 чорний король · f4 чорна тура · h4 білий кінь · c3 білий пішак · d3 білий кінь · f3 чорний пішак · g3 біла тура · d2 білий пішак · f2 білий пішак · g2 білий пішак · h2 білий слон · b1 білий слон · g1 білий король | d8 чорний слон · g7 чорний пішак · g6 білий ферзь · d5 чорна тура · f5 чорний слон · g5 чорний пішак · c4 білий пішак · e4 чорний король · f4 чорна тура · h4 білий кінь · c3 білий пішак · d3 білий кінь · f3 чорний пішак · g3 біла тура · d2 білий пішак · f2 білий пішак · g2 білий пішак · h2 білий слон · b1 білий слон · g1 білий король | d8 чорний слон · g7 чорний пішак · g6 білий ферзь · d5 чорна тура · f5 чорний слон · g5 чорний пішак · c4 білий пішак · e4 чорний король · f4 чорна тура · h4 білий кінь · c3 білий пішак · d3 білий кінь · f3 чорний пішак · g3 біла тура · d2 білий пішак · f2 білий пішак · g2 білий пішак · h2 білий слон · b1 білий слон · g1 білий король | d8 чорний слон · g7 чорний пішак · g6 білий ферзь · d5 чорна тура · f5 чорний слон · g5 чорний пішак · c4 білий пішак · e4 чорний король · f4 чорна тура · h4 білий кінь · c3 білий пішак · d3 білий кінь · f3 чорний пішак · g3 біла тура · d2 білий пішак · f2 білий пішак · g2 білий пішак · h2 білий слон · b1 білий слон · g1 білий король | d8 чорний слон · g7 чорний пішак · g6 білий ферзь · d5 чорна тура · f5 чорний слон · g5 чорний пішак · c4 білий пішак · e4 чорний король · f4 чорна тура · h4 білий кінь · c3 білий пішак · d3 білий кінь · f3 чорний пішак · g3 біла тура · d2 білий пішак · f2 білий пішак · g2 білий пішак · h2 білий слон · b1 білий слон · g1 білий король | d8 чорний слон · g7 чорний пішак · g6 білий ферзь · d5 чорна тура · f5 чорний слон · g5 чорний пішак · c4 білий пішак · e4 чорний король · f4 чорна тура · h4 білий кінь · c3 білий пішак · d3 білий кінь · f3 чорний пішак · g3 біла тура · d2 білий пішак · f2 білий пішак · g2 білий пішак · h2 білий слон · b1 білий слон · g1 білий король | d8 чорний слон · g7 чорний пішак · g6 білий ферзь · d5 чорна тура · f5 чорний слон · g5 чорний пішак · c4 білий пішак · e4 чорний король · f4 чорна тура · h4 білий кінь · c3 білий пішак · d3 білий кінь · f3 чорний пішак · g3 біла тура · d2 білий пішак · f2 білий пішак · g2 білий пішак · h2 білий слон · b1 білий слон · g1 білий король | 7 |
| 6 | d8 чорний слон · g7 чорний пішак · g6 білий ферзь · d5 чорна тура · f5 чорний слон · g5 чорний пішак · c4 білий пішак · e4 чорний король · f4 чорна тура · h4 білий кінь · c3 білий пішак · d3 білий кінь · f3 чорний пішак · g3 біла тура · d2 білий пішак · f2 білий пішак · g2 білий пішак · h2 білий слон · b1 білий слон · g1 білий король | d8 чорний слон · g7 чорний пішак · g6 білий ферзь · d5 чорна тура · f5 чорний слон · g5 чорний пішак · c4 білий пішак · e4 чорний король · f4 чорна тура · h4 білий кінь · c3 білий пішак · d3 білий кінь · f3 чорний пішак · g3 біла тура · d2 білий пішак · f2 білий пішак · g2 білий пішак · h2 білий слон · b1 білий слон · g1 білий король | d8 чорний слон · g7 чорний пішак · g6 білий ферзь · d5 чорна тура · f5 чорний слон · g5 чорний пішак · c4 білий пішак · e4 чорний король · f4 чорна тура · h4 білий кінь · c3 білий пішак · d3 білий кінь · f3 чорний пішак · g3 біла тура · d2 білий пішак · f2 білий пішак · g2 білий пішак · h2 білий слон · b1 білий слон · g1 білий король | d8 чорний слон · g7 чорний пішак · g6 білий ферзь · d5 чорна тура · f5 чорний слон · g5 чорний пішак · c4 білий пішак · e4 чорний король · f4 чорна тура · h4 білий кінь · c3 білий пішак · d3 білий кінь · f3 чорний пішак · g3 біла тура · d2 білий пішак · f2 білий пішак · g2 білий пішак · h2 білий слон · b1 білий слон · g1 білий король | d8 чорний слон · g7 чорний пішак · g6 білий ферзь · d5 чорна тура · f5 чорний слон · g5 чорний пішак · c4 білий пішак · e4 чорний король · f4 чорна тура · h4 білий кінь · c3 білий пішак · d3 білий кінь · f3 чорний пішак · g3 біла тура · d2 білий пішак · f2 білий пішак · g2 білий пішак · h2 білий слон · b1 білий слон · g1 білий король | d8 чорний слон · g7 чорний пішак · g6 білий ферзь · d5 чорна тура · f5 чорний слон · g5 чорний пішак · c4 білий пішак · e4 чорний король · f4 чорна тура · h4 білий кінь · c3 білий пішак · d3 білий кінь · f3 чорний пішак · g3 біла тура · d2 білий пішак · f2 білий пішак · g2 білий пішак · h2 білий слон · b1 білий слон · g1 білий король | d8 чорний слон · g7 чорний пішак · g6 білий ферзь · d5 чорна тура · f5 чорний слон · g5 чорний пішак · c4 білий пішак · e4 чорний король · f4 чорна тура · h4 білий кінь · c3 білий пішак · d3 білий кінь · f3 чорний пішак · g3 біла тура · d2 білий пішак · f2 білий пішак · g2 білий пішак · h2 білий слон · b1 білий слон · g1 білий король | d8 чорний слон · g7 чорний пішак · g6 білий ферзь · d5 чорна тура · f5 чорний слон · g5 чорний пішак · c4 білий пішак · e4 чорний король · f4 чорна тура · h4 білий кінь · c3 білий пішак · d3 білий кінь · f3 чорний пішак · g3 біла тура · d2 білий пішак · f2 білий пішак · g2 білий пішак · h2 білий слон · b1 білий слон · g1 білий король | 6 |
| 5 | d8 чорний слон · g7 чорний пішак · g6 білий ферзь · d5 чорна тура · f5 чорний слон · g5 чорний пішак · c4 білий пішак · e4 чорний король · f4 чорна тура · h4 білий кінь · c3 білий пішак · d3 білий кінь · f3 чорний пішак · g3 біла тура · d2 білий пішак · f2 білий пішак · g2 білий пішак · h2 білий слон · b1 білий слон · g1 білий король | d8 чорний слон · g7 чорний пішак · g6 білий ферзь · d5 чорна тура · f5 чорний слон · g5 чорний пішак · c4 білий пішак · e4 чорний король · f4 чорна тура · h4 білий кінь · c3 білий пішак · d3 білий кінь · f3 чорний пішак · g3 біла тура · d2 білий пішак · f2 білий пішак · g2 білий пішак · h2 білий слон · b1 білий слон · g1 білий король | d8 чорний слон · g7 чорний пішак · g6 білий ферзь · d5 чорна тура · f5 чорний слон · g5 чорний пішак · c4 білий пішак · e4 чорний король · f4 чорна тура · h4 білий кінь · c3 білий пішак · d3 білий кінь · f3 чорний пішак · g3 біла тура · d2 білий пішак · f2 білий пішак · g2 білий пішак · h2 білий слон · b1 білий слон · g1 білий король | d8 чорний слон · g7 чорний пішак · g6 білий ферзь · d5 чорна тура · f5 чорний слон · g5 чорний пішак · c4 білий пішак · e4 чорний король · f4 чорна тура · h4 білий кінь · c3 білий пішак · d3 білий кінь · f3 чорний пішак · g3 біла тура · d2 білий пішак · f2 білий пішак · g2 білий пішак · h2 білий слон · b1 білий слон · g1 білий король | d8 чорний слон · g7 чорний пішак · g6 білий ферзь · d5 чорна тура · f5 чорний слон · g5 чорний пішак · c4 білий пішак · e4 чорний король · f4 чорна тура · h4 білий кінь · c3 білий пішак · d3 білий кінь · f3 чорний пішак · g3 біла тура · d2 білий пішак · f2 білий пішак · g2 білий пішак · h2 білий слон · b1 білий слон · g1 білий король | d8 чорний слон · g7 чорний пішак · g6 білий ферзь · d5 чорна тура · f5 чорний слон · g5 чорний пішак · c4 білий пішак · e4 чорний король · f4 чорна тура · h4 білий кінь · c3 білий пішак · d3 білий кінь · f3 чорний пішак · g3 біла тура · d2 білий пішак · f2 білий пішак · g2 білий пішак · h2 білий слон · b1 білий слон · g1 білий король | d8 чорний слон · g7 чорний пішак · g6 білий ферзь · d5 чорна тура · f5 чорний слон · g5 чорний пішак · c4 білий пішак · e4 чорний король · f4 чорна тура · h4 білий кінь · c3 білий пішак · d3 білий кінь · f3 чорний пішак · g3 біла тура · d2 білий пішак · f2 білий пішак · g2 білий пішак · h2 білий слон · b1 білий слон · g1 білий король | d8 чорний слон · g7 чорний пішак · g6 білий ферзь · d5 чорна тура · f5 чорний слон · g5 чорний пішак · c4 білий пішак · e4 чорний король · f4 чорна тура · h4 білий кінь · c3 білий пішак · d3 білий кінь · f3 чорний пішак · g3 біла тура · d2 білий пішак · f2 білий пішак · g2 білий пішак · h2 білий слон · b1 білий слон · g1 білий король | 5 |
| 4 | d8 чорний слон · g7 чорний пішак · g6 білий ферзь · d5 чорна тура · f5 чорний слон · g5 чорний пішак · c4 білий пішак · e4 чорний король · f4 чорна тура · h4 білий кінь · c3 білий пішак · d3 білий кінь · f3 чорний пішак · g3 біла тура · d2 білий пішак · f2 білий пішак · g2 білий пішак · h2 білий слон · b1 білий слон · g1 білий король | d8 чорний слон · g7 чорний пішак · g6 білий ферзь · d5 чорна тура · f5 чорний слон · g5 чорний пішак · c4 білий пішак · e4 чорний король · f4 чорна тура · h4 білий кінь · c3 білий пішак · d3 білий кінь · f3 чорний пішак · g3 біла тура · d2 білий пішак · f2 білий пішак · g2 білий пішак · h2 білий слон · b1 білий слон · g1 білий король | d8 чорний слон · g7 чорний пішак · g6 білий ферзь · d5 чорна тура · f5 чорний слон · g5 чорний пішак · c4 білий пішак · e4 чорний король · f4 чорна тура · h4 білий кінь · c3 білий пішак · d3 білий кінь · f3 чорний пішак · g3 біла тура · d2 білий пішак · f2 білий пішак · g2 білий пішак · h2 білий слон · b1 білий слон · g1 білий король | d8 чорний слон · g7 чорний пішак · g6 білий ферзь · d5 чорна тура · f5 чорний слон · g5 чорний пішак · c4 білий пішак · e4 чорний король · f4 чорна тура · h4 білий кінь · c3 білий пішак · d3 білий кінь · f3 чорний пішак · g3 біла тура · d2 білий пішак · f2 білий пішак · g2 білий пішак · h2 білий слон · b1 білий слон · g1 білий король | d8 чорний слон · g7 чорний пішак · g6 білий ферзь · d5 чорна тура · f5 чорний слон · g5 чорний пішак · c4 білий пішак · e4 чорний король · f4 чорна тура · h4 білий кінь · c3 білий пішак · d3 білий кінь · f3 чорний пішак · g3 біла тура · d2 білий пішак · f2 білий пішак · g2 білий пішак · h2 білий слон · b1 білий слон · g1 білий король | d8 чорний слон · g7 чорний пішак · g6 білий ферзь · d5 чорна тура · f5 чорний слон · g5 чорний пішак · c4 білий пішак · e4 чорний король · f4 чорна тура · h4 білий кінь · c3 білий пішак · d3 білий кінь · f3 чорний пішак · g3 біла тура · d2 білий пішак · f2 білий пішак · g2 білий пішак · h2 білий слон · b1 білий слон · g1 білий король | d8 чорний слон · g7 чорний пішак · g6 білий ферзь · d5 чорна тура · f5 чорний слон · g5 чорний пішак · c4 білий пішак · e4 чорний король · f4 чорна тура · h4 білий кінь · c3 білий пішак · d3 білий кінь · f3 чорний пішак · g3 біла тура · d2 білий пішак · f2 білий пішак · g2 білий пішак · h2 білий слон · b1 білий слон · g1 білий король | d8 чорний слон · g7 чорний пішак · g6 білий ферзь · d5 чорна тура · f5 чорний слон · g5 чорний пішак · c4 білий пішак · e4 чорний король · f4 чорна тура · h4 білий кінь · c3 білий пішак · d3 білий кінь · f3 чорний пішак · g3 біла тура · d2 білий пішак · f2 білий пішак · g2 білий пішак · h2 білий слон · b1 білий слон · g1 білий король | 4 |
| 3 | d8 чорний слон · g7 чорний пішак · g6 білий ферзь · d5 чорна тура · f5 чорний слон · g5 чорний пішак · c4 білий пішак · e4 чорний король · f4 чорна тура · h4 білий кінь · c3 білий пішак · d3 білий кінь · f3 чорний пішак · g3 біла тура · d2 білий пішак · f2 білий пішак · g2 білий пішак · h2 білий слон · b1 білий слон · g1 білий король | d8 чорний слон · g7 чорний пішак · g6 білий ферзь · d5 чорна тура · f5 чорний слон · g5 чорний пішак · c4 білий пішак · e4 чорний король · f4 чорна тура · h4 білий кінь · c3 білий пішак · d3 білий кінь · f3 чорний пішак · g3 біла тура · d2 білий пішак · f2 білий пішак · g2 білий пішак · h2 білий слон · b1 білий слон · g1 білий король | d8 чорний слон · g7 чорний пішак · g6 білий ферзь · d5 чорна тура · f5 чорний слон · g5 чорний пішак · c4 білий пішак · e4 чорний король · f4 чорна тура · h4 білий кінь · c3 білий пішак · d3 білий кінь · f3 чорний пішак · g3 біла тура · d2 білий пішак · f2 білий пішак · g2 білий пішак · h2 білий слон · b1 білий слон · g1 білий король | d8 чорний слон · g7 чорний пішак · g6 білий ферзь · d5 чорна тура · f5 чорний слон · g5 чорний пішак · c4 білий пішак · e4 чорний король · f4 чорна тура · h4 білий кінь · c3 білий пішак · d3 білий кінь · f3 чорний пішак · g3 біла тура · d2 білий пішак · f2 білий пішак · g2 білий пішак · h2 білий слон · b1 білий слон · g1 білий король | d8 чорний слон · g7 чорний пішак · g6 білий ферзь · d5 чорна тура · f5 чорний слон · g5 чорний пішак · c4 білий пішак · e4 чорний король · f4 чорна тура · h4 білий кінь · c3 білий пішак · d3 білий кінь · f3 чорний пішак · g3 біла тура · d2 білий пішак · f2 білий пішак · g2 білий пішак · h2 білий слон · b1 білий слон · g1 білий король | d8 чорний слон · g7 чорний пішак · g6 білий ферзь · d5 чорна тура · f5 чорний слон · g5 чорний пішак · c4 білий пішак · e4 чорний король · f4 чорна тура · h4 білий кінь · c3 білий пішак · d3 білий кінь · f3 чорний пішак · g3 біла тура · d2 білий пішак · f2 білий пішак · g2 білий пішак · h2 білий слон · b1 білий слон · g1 білий король | d8 чорний слон · g7 чорний пішак · g6 білий ферзь · d5 чорна тура · f5 чорний слон · g5 чорний пішак · c4 білий пішак · e4 чорний король · f4 чорна тура · h4 білий кінь · c3 білий пішак · d3 білий кінь · f3 чорний пішак · g3 біла тура · d2 білий пішак · f2 білий пішак · g2 білий пішак · h2 білий слон · b1 білий слон · g1 білий король | d8 чорний слон · g7 чорний пішак · g6 білий ферзь · d5 чорна тура · f5 чорний слон · g5 чорний пішак · c4 білий пішак · e4 чорний король · f4 чорна тура · h4 білий кінь · c3 білий пішак · d3 білий кінь · f3 чорний пішак · g3 біла тура · d2 білий пішак · f2 білий пішак · g2 білий пішак · h2 білий слон · b1 білий слон · g1 білий король | 3 |
| 2 | d8 чорний слон · g7 чорний пішак · g6 білий ферзь · d5 чорна тура · f5 чорний слон · g5 чорний пішак · c4 білий пішак · e4 чорний король · f4 чорна тура · h4 білий кінь · c3 білий пішак · d3 білий кінь · f3 чорний пішак · g3 біла тура · d2 білий пішак · f2 білий пішак · g2 білий пішак · h2 білий слон · b1 білий слон · g1 білий король | d8 чорний слон · g7 чорний пішак · g6 білий ферзь · d5 чорна тура · f5 чорний слон · g5 чорний пішак · c4 білий пішак · e4 чорний король · f4 чорна тура · h4 білий кінь · c3 білий пішак · d3 білий кінь · f3 чорний пішак · g3 біла тура · d2 білий пішак · f2 білий пішак · g2 білий пішак · h2 білий слон · b1 білий слон · g1 білий король | d8 чорний слон · g7 чорний пішак · g6 білий ферзь · d5 чорна тура · f5 чорний слон · g5 чорний пішак · c4 білий пішак · e4 чорний король · f4 чорна тура · h4 білий кінь · c3 білий пішак · d3 білий кінь · f3 чорний пішак · g3 біла тура · d2 білий пішак · f2 білий пішак · g2 білий пішак · h2 білий слон · b1 білий слон · g1 білий король | d8 чорний слон · g7 чорний пішак · g6 білий ферзь · d5 чорна тура · f5 чорний слон · g5 чорний пішак · c4 білий пішак · e4 чорний король · f4 чорна тура · h4 білий кінь · c3 білий пішак · d3 білий кінь · f3 чорний пішак · g3 біла тура · d2 білий пішак · f2 білий пішак · g2 білий пішак · h2 білий слон · b1 білий слон · g1 білий король | d8 чорний слон · g7 чорний пішак · g6 білий ферзь · d5 чорна тура · f5 чорний слон · g5 чорний пішак · c4 білий пішак · e4 чорний король · f4 чорна тура · h4 білий кінь · c3 білий пішак · d3 білий кінь · f3 чорний пішак · g3 біла тура · d2 білий пішак · f2 білий пішак · g2 білий пішак · h2 білий слон · b1 білий слон · g1 білий король | d8 чорний слон · g7 чорний пішак · g6 білий ферзь · d5 чорна тура · f5 чорний слон · g5 чорний пішак · c4 білий пішак · e4 чорний король · f4 чорна тура · h4 білий кінь · c3 білий пішак · d3 білий кінь · f3 чорний пішак · g3 біла тура · d2 білий пішак · f2 білий пішак · g2 білий пішак · h2 білий слон · b1 білий слон · g1 білий король | d8 чорний слон · g7 чорний пішак · g6 білий ферзь · d5 чорна тура · f5 чорний слон · g5 чорний пішак · c4 білий пішак · e4 чорний король · f4 чорна тура · h4 білий кінь · c3 білий пішак · d3 білий кінь · f3 чорний пішак · g3 біла тура · d2 білий пішак · f2 білий пішак · g2 білий пішак · h2 білий слон · b1 білий слон · g1 білий король | d8 чорний слон · g7 чорний пішак · g6 білий ферзь · d5 чорна тура · f5 чорний слон · g5 чорний пішак · c4 білий пішак · e4 чорний король · f4 чорна тура · h4 білий кінь · c3 білий пішак · d3 білий кінь · f3 чорний пішак · g3 біла тура · d2 білий пішак · f2 білий пішак · g2 білий пішак · h2 білий слон · b1 білий слон · g1 білий король | 2 |
| 1 | d8 чорний слон · g7 чорний пішак · g6 білий ферзь · d5 чорна тура · f5 чорний слон · g5 чорний пішак · c4 білий пішак · e4 чорний король · f4 чорна тура · h4 білий кінь · c3 білий пішак · d3 білий кінь · f3 чорний пішак · g3 біла тура · d2 білий пішак · f2 білий пішак · g2 білий пішак · h2 білий слон · b1 білий слон · g1 білий король | d8 чорний слон · g7 чорний пішак · g6 білий ферзь · d5 чорна тура · f5 чорний слон · g5 чорний пішак · c4 білий пішак · e4 чорний король · f4 чорна тура · h4 білий кінь · c3 білий пішак · d3 білий кінь · f3 чорний пішак · g3 біла тура · d2 білий пішак · f2 білий пішак · g2 білий пішак · h2 білий слон · b1 білий слон · g1 білий король | d8 чорний слон · g7 чорний пішак · g6 білий ферзь · d5 чорна тура · f5 чорний слон · g5 чорний пішак · c4 білий пішак · e4 чорний король · f4 чорна тура · h4 білий кінь · c3 білий пішак · d3 білий кінь · f3 чорний пішак · g3 біла тура · d2 білий пішак · f2 білий пішак · g2 білий пішак · h2 білий слон · b1 білий слон · g1 білий король | d8 чорний слон · g7 чорний пішак · g6 білий ферзь · d5 чорна тура · f5 чорний слон · g5 чорний пішак · c4 білий пішак · e4 чорний король · f4 чорна тура · h4 білий кінь · c3 білий пішак · d3 білий кінь · f3 чорний пішак · g3 біла тура · d2 білий пішак · f2 білий пішак · g2 білий пішак · h2 білий слон · b1 білий слон · g1 білий король | d8 чорний слон · g7 чорний пішак · g6 білий ферзь · d5 чорна тура · f5 чорний слон · g5 чорний пішак · c4 білий пішак · e4 чорний король · f4 чорна тура · h4 білий кінь · c3 білий пішак · d3 білий кінь · f3 чорний пішак · g3 біла тура · d2 білий пішак · f2 білий пішак · g2 білий пішак · h2 білий слон · b1 білий слон · g1 білий король | d8 чорний слон · g7 чорний пішак · g6 білий ферзь · d5 чорна тура · f5 чорний слон · g5 чорний пішак · c4 білий пішак · e4 чорний король · f4 чорна тура · h4 білий кінь · c3 білий пішак · d3 білий кінь · f3 чорний пішак · g3 біла тура · d2 білий пішак · f2 білий пішак · g2 білий пішак · h2 білий слон · b1 білий слон · g1 білий король | d8 чорний слон · g7 чорний пішак · g6 білий ферзь · d5 чорна тура · f5 чорний слон · g5 чорний пішак · c4 білий пішак · e4 чорний король · f4 чорна тура · h4 білий кінь · c3 білий пішак · d3 білий кінь · f3 чорний пішак · g3 біла тура · d2 білий пішак · f2 білий пішак · g2 білий пішак · h2 білий слон · b1 білий слон · g1 білий король | d8 чорний слон · g7 чорний пішак · g6 білий ферзь · d5 чорна тура · f5 чорний слон · g5 чорний пішак · c4 білий пішак · e4 чорний король · f4 чорна тура · h4 білий кінь · c3 білий пішак · d3 білий кінь · f3 чорний пішак · g3 біла тура · d2 білий пішак · f2 білий пішак · g2 білий пішак · h2 білий слон · b1 білий слон · g1 білий король | 1 |
|   | a | b | c | d | e | f | g | h |   |

    1. ... fg2 (c) 2. Te3#
1. S:f3? ~ 2. Sc5# (A)
1. ... Tg4 (a) 2. T:g4# (B)
- — - — - — -
1. ... T:d3 (b) 2. Dc6#
1. ... T:f3 2. gf3# (C), 1. ... Th4!
    1. D:g7? ~ 2. Sc5# (A)
    1. ... Tg4 (a) 2. gf3# (C)
    - — - — - — -
    1. ... T:d3 (b) 2. Dd4#, 1. ... Bf6!
1. Tg4! (B) ~ 2. gf3# (C)
1. ... T:g4 (a) 2. Sc5# (A)
- — - — - — -
1. ... T:d3 (b) 2. D:f5#
1. ... fg2 (c) 2. f3#
1. ... gh4   2. T:f4#
В задачі пройшов потужний комплекс ідей.
Комбінація Дячука у трьох фазах пройшла на тлі теми Загоруйка — трифазна переміна матів на два захисти чорних: 1. ... Tg4 (a) і 1. ... T:d3 (b);  тема псевдо-ле Гранд у фазах: 1. S:f3? і 1. Rg4! — пройшло чергування функцій ходів 2. Sc5# (A) та 2. gf3# (C): вони є то загрозою, то матуючим ходом на різні захисти чорних; тема Шедея — матуючий хід  2. gf3# (C) у двох фазах проходить як відповідь на різні ходи чорних, а в третій фазі стає загрозою.